# Ayacucho
Ayacucho (fundada como San Juan de la Frontera de Huamanga el 25 de abril de 1540 y llamada Huamanga hasta el 15 de febrero de 1825) es una ciudad peruana capital del distrito homónimo, de la provincia de Huamanga y del departamento de Ayacucho. Se encuentra situada en la vertiente oriental de la cordillera de los Andes a una altitud de 2761 m s. n. m. y se caracteriza por un clima templado y seco, con brillo solar todo el año.
Es uno de los conjuntos arquitectónicos y artísticos más notables del Perú. Se le conoce como la «Ciudad de las iglesias», por sus numerosos templos coloniales, y como «Ciudad señorial» por su arquitectura, tradición y arte.

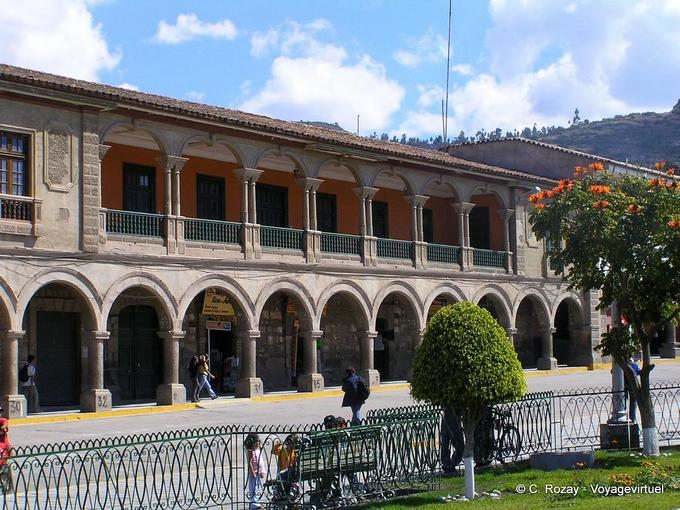
Portal Independencia.

La ciudad tiene fama tanto nacional como internacional gracias a sus piezas de artesanía, motivo por el cual fue declarada como «Capital del arte popular y de la artesanía del Perú». Destacan los tallados en alabastro (material conocido en la zona como piedra de Huamanga), la alfarería —en especial los toros e iglesias de Quinua—, la filigrana del barrio de Santa Ana y principalmente los cotizados retablos ayacuchanos. En honor a esta ciudad peruana y a la batalla de independencia ocurrida en su suelo, los países andinos de Argentina, Bolivia, Ecuador y Venezuela, refundaron cada uno, una ciudad y la rebautizaron Ayacucho.
Es una ciudad de muy alto fervor católico. Posee más de treinta templos virreinales de estilo renacentista, barroco y mestizo, que guardan en su interior verdaderas obras de arte como pinturas, imágenes y retablos tallados en madera y bañados en pan de oro. Además, se puede apreciar casonas coloniales, restos arqueológicos y manifestaciones artísticas que revelan un pasado histórico y una tradición aún vigente y atractiva.
Igualmente, destaca por su música y sus festividades, como los carnavales y sobre todo la Semana Santa, ambas declaradas patrimonio cultural de la nación. Esta última es considerada como la segunda más importante del mundo, en lo que a celebración de la Semana Santa se refiere.

## Toponimia

### Huamanga
El nombre de la localidad tradicional, desde tiempos prehispánicos, fue Huamanga (escrito <Guamanga> en los documentos más tempranos). Como ciudad española, fue fundada el 25 de abril de 1540 con el nombre de «San Juan de la Frontera de Huamanga». El apelativo San Juan es en homenaje a san Juan Evangelista y Frontera por estar en la frontera militar y ser baluarte español contra los ataques de Manco Inca, Durante las guerras civiles entre conquistadores, se dispuso el cambio del nombre a «San Juan de la Victoria de Huamanga», debido al triunfo de los ejércitos leales a la corona sobre las fuerzas rebeldes de Diego de Almagro el Mozo, en la batalla de Chupas, el 16 de septiembre de 1542. Fue renombrada luego como Ayacucho en honor al lugar donde había ocurrido la célebre batalla independentista.
La etimología del nombre Huamanga puede resultar oscura desde el quechua contemporáneo. Contemporáneamente, es consensual entre los especialistas que la terminación <nga> corresponde al nominalizador concretizador -nqa presente en la lengua general quechua, reconcible en otros topónimos como Paramonga o alternativamente <nca> como en el quechuismo pachamanca; este sufijo hoy evolucionado en todos los quechuas sureños a -na. La identificación de la raíz verbal nominalizada está más abierta a debate. El lingüista Rodolfo Cerrón Palomino ha propuesto que estaríamos ante la raíz del quechua colonial wama- (escrito <guama->) 'estrenar, salir a la luz'. Consecuentemente, interpreta el sentido original del topónimo como 'lugar a estrenar' o como 'pacarina, lugar donde se sale a luz'.
Entre las etimologías populares que circulan al respecto está un relato según el cual el inca Viracocha descansó en este lugar durante una de sus campañas y dio de comer de su mano a un halcón que se posó en sus hombros; el inca le habría dicho *waman ka (a menudo traducido como «toma, halcón»), aunque la frase es agramatical en quechua. Otra etimología popular deriva el nombre por haplología de un supuesto compuesto original *waman qaqa (en quechua, «peñón de halcon(es)»).

### Ayacucho
La denominación original de Huamanga fue cambiada por la de Ayacucho mediante decreto del Libertador Simón Bolívar del 15 de febrero de 1825. El cambio se dio como homenaje a la victoria del ejército patriota en la batalla de Ayacucho.Se trasladó, así, el nombre del lugar donde ocurrió la batalla al de la ciudad cercana.
La etimología de Ayacucho es todavía transparente para cualquier quechuahablante contemporáneo, a partir de aya 'muerto, cadáver' y kuchu 'rincón': así 'rincón del muerto' o 'rincón de los cadáveres'. Como nombre de lugar era ya bastante común hasta el virreinato en toda el área andina, aunque durante la época republicana fue utilizado ampliamente para bautizar lugares (incluso renombrando a la ciudad de La Paz como «La Paz de Ayacucho»). La asociación entre el topónimo y los caídos en la batalla de 1824 no es más que una etimología popular posterior.

### Gentilicio e hipocorístico
El gentilicio de Huamanga es huamanguino, anteriormente escrito guamanguino, como, por ejemplo, en las ilustraciones de Guaman Poma o en el escudo de la Universidad San Cristóbal de Huamanga.
Así mismo, a diferencia de las ciudades llamadas Ayacucho en Argentina, Bolivia, Ecuador y Venezuela (donde el gentilicio es ayacuchense), los naturales de la ciudad peruana de Ayacucho son denominados ayacuchanos.
El cronista Pedro Cieza de León en su obra Crónica del Perú, escribió que en Huamanga había muchas palomas silvestres, causa por la cual aquellas regiones eran visitadas frecuentemente por halcones (Falco peregrinus), muy aficionados a alimentarse de aves de mediano tamaño como patos, gallinas y pollos.
Tradicionalmente, el hipocorístico de los ayacuchanos o huamanguinos es wallpa suwa 'ladrón de gallinas'.

”...[...] Dicen, que cuando se fundó Huamanga en el siglo XVI, se asentaron muchísimos españoles de las distintas clases y estirpes en la ciudad. Además de gente de abolengo, había también otros aventureros y gente sin escrúpulos reclutados de la península. Con el tiempo estos alcanzaron riqueza y posición social y algunos llegaron a formar parte de la aristocracia local. Se había transformado en personas supuestamente honorables.

[...] Pero hay un dicho: «gallina que come huevo aunque le quemen el pico». Pues a esta casta de hombres, nada podía quitarle la manía de disfrutar de lo ajeno. [...] Entre ellos, un tal Negro Ruiz, decía que gallina robada sabía más sabrosa y él mismo se encargada de hurtos. Este verenable wallpa sua murió ahogado al caer en su propia letrina persiguiendo a una atlética gallina de los Toledo. Bueno, y como el mal ejemplo cunde, el robo de gallinas se puso en boga por toda la colonia y después de ella. [...] Desde ese entonces, todo huamanguino lleva de apellido la imborrable etiqueta de «roba gallina»..

## Símbolos
Escudo
El escudo de armas de Huamanga fue concedido por Felipe II en mérito de la solicitud que dirigiera en 1564 don Juan Pantiel de Salinas, XVI Corregidor de su ayuntamiento.

”...en campo de azur sobre el que se carga un castillo de oro, alusivo sin duda al vencimiento de la fortaleza o pucará situada cerca de la ciudad y por ser, además, plaza fuerte fronteriza contra los indios. Sobre el escudo y en medio de nubes aparece el Agnus Dei, echado sobre el libro de siete sellos y llevando una bandera roja de dos puntas, con cruz de plata como es costumbre pintarlo, él alude indudablemente al simbólico cordero de San Juan Bautista, cuyo nombre se dio a la ciudad”
Párrafo del discurso del Dr. Enrique Gamarra en Madrid el 21 de diciembre de 1929.

 Una reproducción del escudo de la ciudad, modelado en bronce, se exhibe en el salón de actos de la Municipalidad Provincial de Huamanga desde el 28 de julio de 1930.
Bandera e himno
De fondo celeste, la bandera contiene el escudo de la ciudad. Por su parte, el 18 de abril de 2013, se reconoció oficialmente del himno de Huamanga como símbolo de identidad e identificación de sus ciudadanos.

## Geografía

### Ubicación
La ciudad de Ayacucho se encuentra ubicada en el extremo noroccidental del departamento y en la sierra sur central del país, en el área meridional de los Andes. Sus coordenadas geográficas son: 13°9′37″S 74°13′33″O / -13.16028, -74.22583. La ciudad ocupa el distrito de Ayacucho, también conocido como centro histórico, y erróneamente denominado 'cercado', así como el área urbana de los distritos de Carmen Alto, Andrés Avelino Cáceres, San Juan Bautista y Jesús Nazareno, dentro de los valles de los ríos Huatatas y Chacco.

### Perico Huayco
Zona de la Ciudad de Huamanga, conocida por sus grandes haciendas y zona de residencia de las principales y más notables familias de la ciudad como la familia Zárate, Palomino y Chaqchi.

### Clima

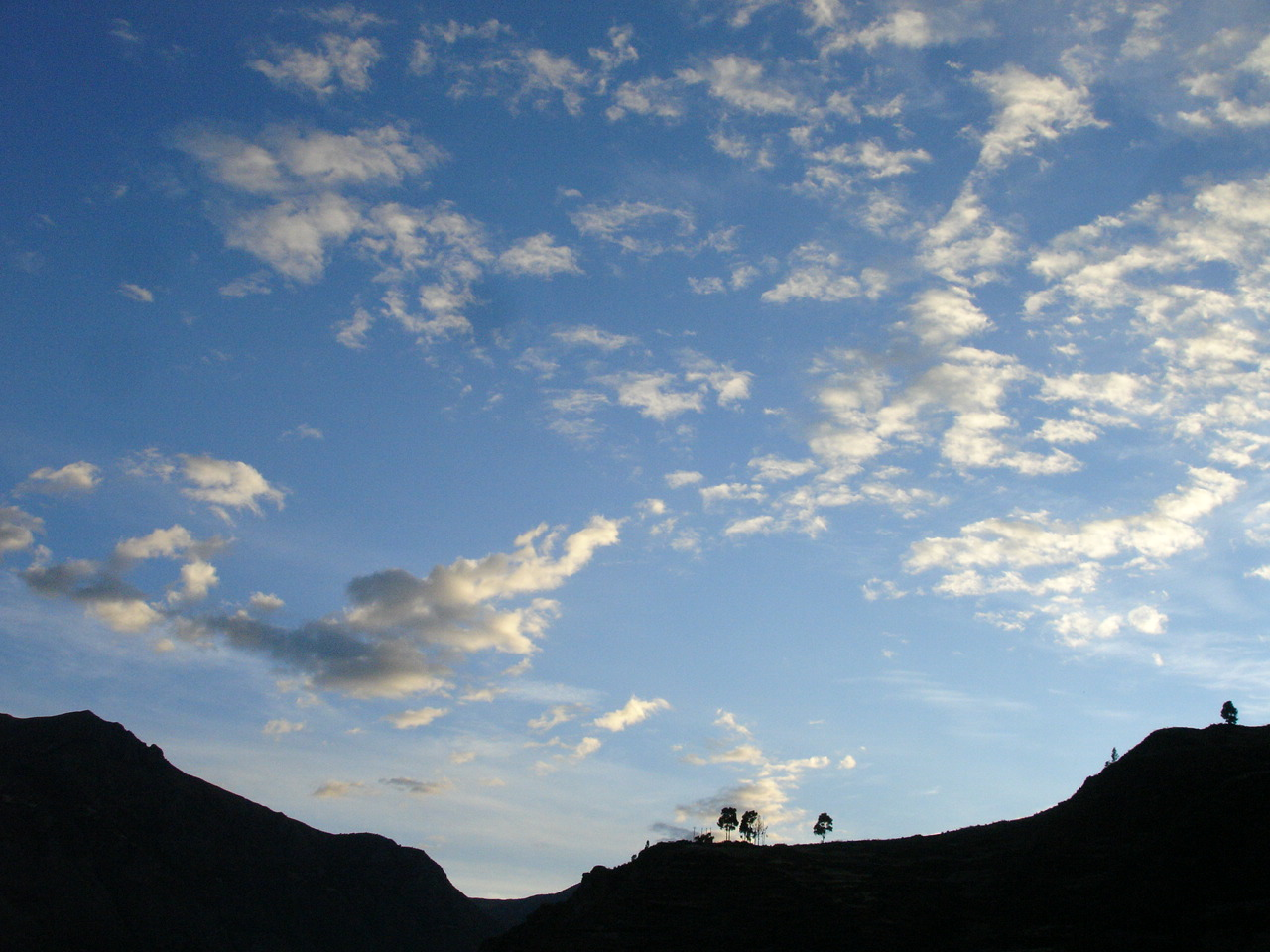
Clima ayacuchano.

La ciudad de Ayacucho está ubicada en la región quechua, de acuerdo a la clasificación hecha por el geógrafo peruano Javier Pulgar Vidal; quien dividió el territorio del Perú en ocho regiones naturales. Esta región se caracteriza por tener quebradas amplias con fondos planos. El clima es templado y seco, con una temperatura promedio de 17.5 °C y una humedad relativa promedio de 56 %. Puede considerarse como valle a mediana altura; en cuanto a la humedad es considerada como zona semiárida. La temporada de lluvias es entre noviembre y marzo.
Desde el punto de vista ecológico corresponde a la formación vegetal denominada «Bosque seco montano bajo» dentro del sistema de clasificación de zonas de vida de Holdridge. La cuenca está limitada por los contrafuertes de los Andes, cuyos cerros rodean la ciudad y son de baja altura: el cerro La Picota al oeste y el cerro Acuchimay al sur. En estas condiciones de topografía se dan la irradiación, la formación de nubes y lluvias, que en conjunto forman el clima de Ayacucho.
| Parámetros climáticos promedio de Ayacucho (+-2760 m s. n. m.). | Parámetros climáticos promedio de Ayacucho (+-2760 m s. n. m.). | Parámetros climáticos promedio de Ayacucho (+-2760 m s. n. m.). | Parámetros climáticos promedio de Ayacucho (+-2760 m s. n. m.). | Parámetros climáticos promedio de Ayacucho (+-2760 m s. n. m.). | Parámetros climáticos promedio de Ayacucho (+-2760 m s. n. m.). | Parámetros climáticos promedio de Ayacucho (+-2760 m s. n. m.). | Parámetros climáticos promedio de Ayacucho (+-2760 m s. n. m.). | Parámetros climáticos promedio de Ayacucho (+-2760 m s. n. m.). | Parámetros climáticos promedio de Ayacucho (+-2760 m s. n. m.). | Parámetros climáticos promedio de Ayacucho (+-2760 m s. n. m.). | Parámetros climáticos promedio de Ayacucho (+-2760 m s. n. m.). | Parámetros climáticos promedio de Ayacucho (+-2760 m s. n. m.). | Parámetros climáticos promedio de Ayacucho (+-2760 m s. n. m.). |
| Mes                                                             | Ene.                                                            | Feb.                                                            | Mar.                                                            | Abr.                                                            | May.                                                            | Jun.                                                            | Jul.                                                            | Ago.                                                            | Sep.                                                            | Oct.                                                            | Nov.                                                            | Dic.                                                            | Anual                                                           |
| --------------------------------------------------------------- | --------------------------------------------------------------- | --------------------------------------------------------------- | --------------------------------------------------------------- | --------------------------------------------------------------- | --------------------------------------------------------------- | --------------------------------------------------------------- | --------------------------------------------------------------- | --------------------------------------------------------------- | --------------------------------------------------------------- | --------------------------------------------------------------- | --------------------------------------------------------------- | --------------------------------------------------------------- | --------------------------------------------------------------- |
| Temp. máx. media (°C)                                           | 24                                                              | 24                                                              | 23                                                              | 24.5                                                            | 24.5                                                            | 23                                                              | 22.5                                                            | 24                                                              | 24.5                                                            | 25                                                              | 26.5                                                            | 24.5                                                            | 24.2                                                            |
| Temp. media (°C)                                                | 16.3                                                            | 16.1                                                            | 15.8                                                            | 15.9                                                            | 14.6                                                            | 13.4                                                            | 13.3                                                            | 14.3                                                            | 15.6                                                            | 16.6                                                            | 17                                                              | 16.4                                                            | 15.4                                                            |
| Temp. mín. media (°C)                                           | 11                                                              | 11                                                              | 10                                                              | 9.5                                                             | 8                                                               | 7                                                               | 7                                                               | 8                                                               | 8                                                               | 10                                                              | 12                                                              | 12                                                              | 9.5                                                             |
| Precipitación total (mm)                                        | 111                                                             | 110                                                             | 93                                                              | 31                                                              | 13                                                              | 8                                                               | 5                                                               | 13                                                              | 28                                                              | 39                                                              | 43                                                              | 72                                                              | 564                                                             |
| Fuente n.º 1: Instituto Geofísico del Perú                      |                                                                 |                                                                 |                                                                 |                                                                 |                                                                 |                                                                 |                                                                 |                                                                 |                                                                 |                                                                 |                                                                 |                                                                 |                                                                 |
| Fuente n.º 2: climate-data.org                                  |                                                                 |                                                                 |                                                                 |                                                                 |                                                                 |                                                                 |                                                                 |                                                                 |                                                                 |                                                                 |                                                                 |                                                                 |                                                                 |

## Historia

### Primeros pobladores
Los vestigios históricos descubiertos en las cuevas de Piquimachay demuestran que la localidad donde se encuentra ubicada la ciudad de Ayacucho ha estado habitada desde hace 22 000 años. Tales restos fueron descubiertos el año 1966 por el arqueólogo estadounidense Richard MacNeish, quién, en su afán de buscar el origen del maíz en América, llega a Ayacucho y logra descubrir la evidencia más antigua de la presencia del hombre en América del Sur.
Piquimachay también mostró que, en los Andes, el tránsito del empleo de la piedra tallada (paleolítico) a la piedra pulida (neolítico) no siguió los moldes euroasiáticos: el pulido pétreo no marcó el surgimiento de aldeas ni el descubrimiento de la agricultura; tampoco hubo una edad de los metales que definiera la formación de un sistema de poder político.

### Cultura warpa
En Ayacucho, como en muchas zonas andinas, la experimentación agrícola impuso una rígida organización de los grupos humanos. Durante todo el trayecto de formación de las culturas regionales agrícolas (entre los años 1500 y 200), Ayacucho fue la sede de expresiones originales, muchas de ellas todavía escasamente estudiadas. Hay testimonios del período formativo temprano en Wichqana, que algunos estudiosos relacionan con Kotosh/Wayrajirca (Huánuco) y con Waywaqa (Andahuaylas).
Luis Guillermo Lumbreras afirma que la primera gran expresión cultural unificadora del área de Ayacucho surgió hacia el siglo I y vivió su apogeo entre los siglos II y V. Se trataría de la cultura huarpa (o warpa), cuyo principal asentamiento urbano estuvo en Ñahuinpuquio, al sur de la actual ciudad de Ayacucho.
Los huarpas habrían ensanchado la frontera agrícola de la región mediante la construcción de andenes (Lagunillas), reservorios (Quicapata) y canales (Racaypampa). Se estima que hablaban la lengua aru. La fase de mayor desarrollo de los huarpas coincidió con una notoria presencia en la región de la costeña cultura nazca.
Sobre el destino final de los huarpas también hay aún incertidumbres. Según Luis Guillermo Lumbreras, entre los siglos V y VI, Huarpa se convirtió progresivamente en Wari. Por su parte, Federico Kauffmann Doig, en cambio, asigna una importancia decisiva a la presencia en la región ayacuchana, hacia el año 600 de nuestra era, de la cultura tiahuanaco, del altiplano, cuya impronta estilística habría sido fundamental para el surgimiento de lo que conocemos como Wari.

### Imperio wari

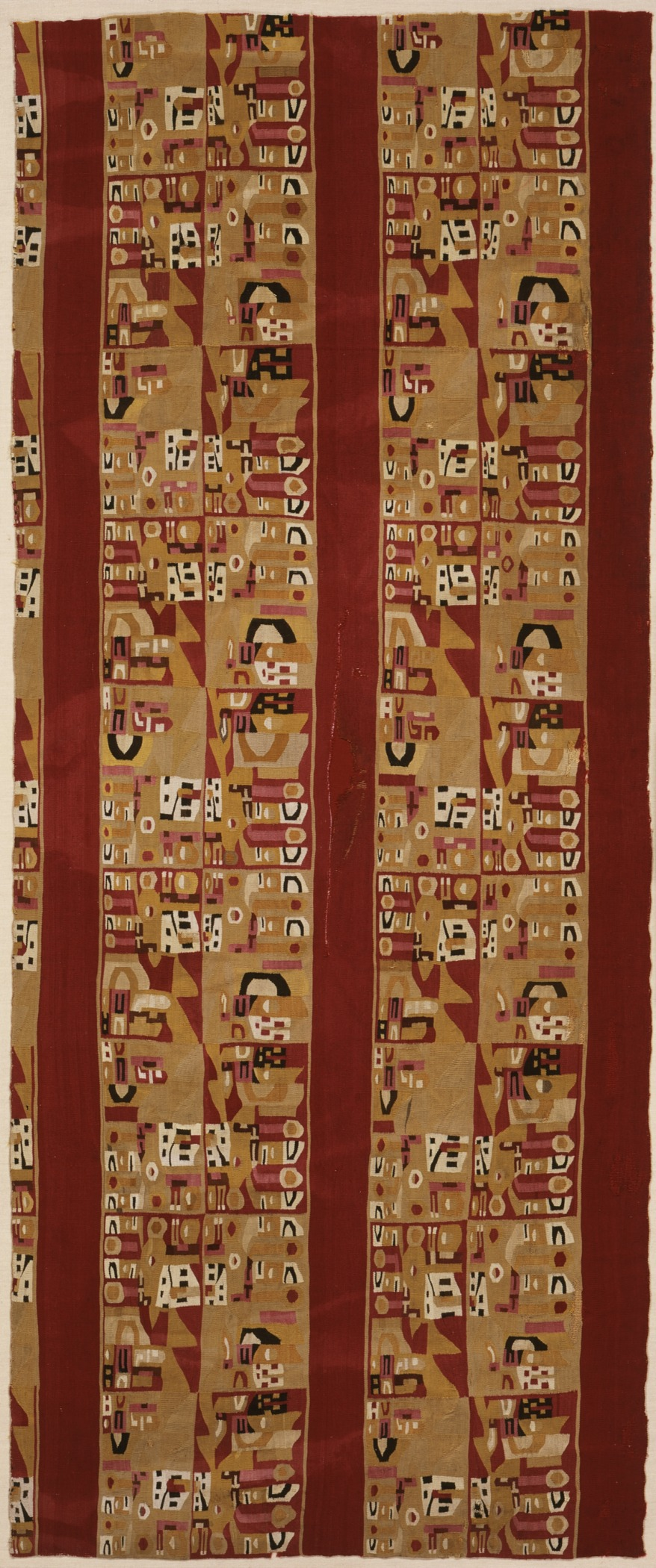
Túnica wari.

La cultura wari apareció entre los años 500 a 1100 y surgió a 20 km al noreste de la actual ciudad. La cultura wari se formó sobre la base de las culturas Huarpa, Nazca y Tiahuanaco. Ayacucho fue el centro político administrativo de este primer imperio andino pre-incaico, que alcanzó altos niveles de calidad en producción de cerámica, tejidos, metales y piedra, entre los años 1100-1420 d. C. en el periodo de los Chancas. La ciudad de Wari llegó a tener una población superior a los 50 000 habitantes. El Imperio Wari se expandió hasta los territorios que corresponden a los actuales departamentos de Cajamarca y Lambayeque por el norte y por el sur hasta lo que son hoy los departamentos de Cusco y Moquegua respectivamente.
El patrón arquitectónico imperial establecido en la portentosa ciudad de Wari fue reproducido en las ciudades waris de Piquillacta (Cuzco), Huilcahuaín y Oncopampa (Áncash), Huarihuillca (Junín), Cajamarquilla (Lima) y Pachacámac (Lima).
Ayacucho debe al imperio wari su mayor esplendor artesanal del período prehispánico. Desde Ayacucho se difundió el uso del carmín, colorante proveniente de la cochinilla. Recíprocamente, Ayacucho obtuvo en esta fase algodón, que sería procedente de Chincha; lapislázuli, originario de Moquegua y madera fina apurimeña.
Ante el debilitamiento del Imperio Wari, surgieron varias sociedades locales que fueron adquiriendo poder, entre ellas principalmente los Pocras, Chancas, Willcas, Uramarcas, Atunsullas, Andamarca, Angaraes, Quinuallas y otros grupos indígenas regionales que se fueron agrupando en lo que se conoció como la cultura Chanka que rivalizó con los Incas, llegando a ocupar Cusco, siendo vencidos por estos durante el gobierno de Pachacútec en el siglo XV.

### Época incaica

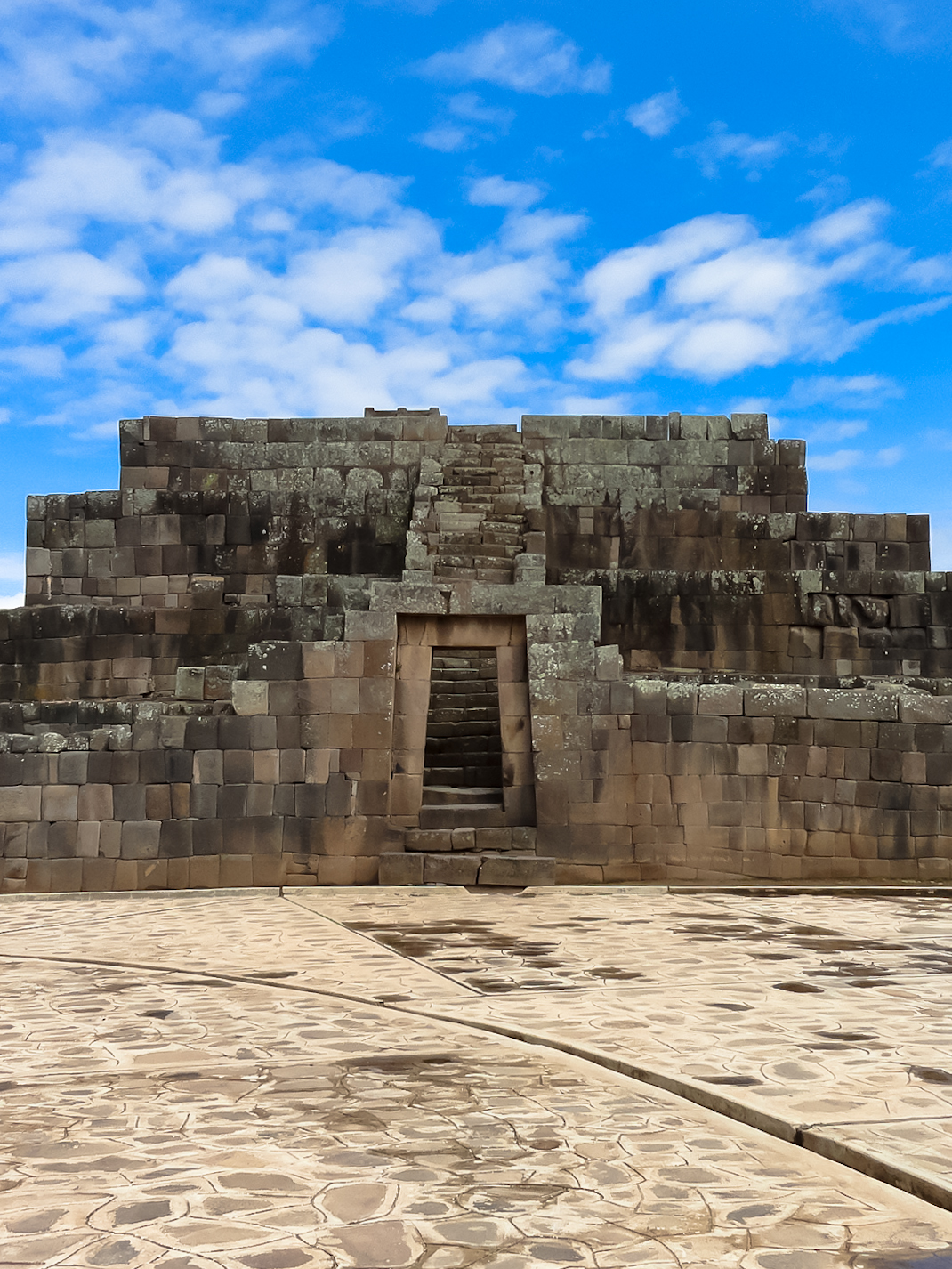
Ushnu o Pirámide Ceremonial Inca, Vilcashuamán.

Hacia el siglo XV, la región fue ocupada por los incas, después de la derrota de los Pacoras y Hanan Chankas de Parcos, que controlaban a todos los ayllus del Ancoyaco (Mantaro) teniendo como capital a Paucarbamba.
Los Incas reafirmaron el actual emplazamiento de la ciudad como centro administrativo, cabeza de la localidad y base para la coalición con los Xauxas y Wankas de lo que es hoy la región de Junín. También aplicaron su política de mitimaes, trasladando a muy pocas poblaciones originarias a otros lugares y repoblando Ayacucho con etnias y pueblos de algunos pocos lugares del imperio.
Así, se erigió en la zona el centro administrativo religioso de Vilcashuamán (halcón sagrado en quechua), el cual cuenta con el Ushnu o Pirámide Ceremonial, el Templo para el Sol y la Luna, el Acllahuasi o Templo de la Vírgenes y una Plaza llana y central. La distribución de la ciudad de Vilcashuamán se hizo de tal manera que en conjunto formen la figura de un halcón (guamán). Se atribuye su construcción al Inca Túpac Yupanqui.
A partir de 1532, con la llegada de los españoles, en la región de Ayacucho se presenta un proceso de guerra la ocupación hispana, que duró aproximadamente hasta 1537.

### Época virreinal

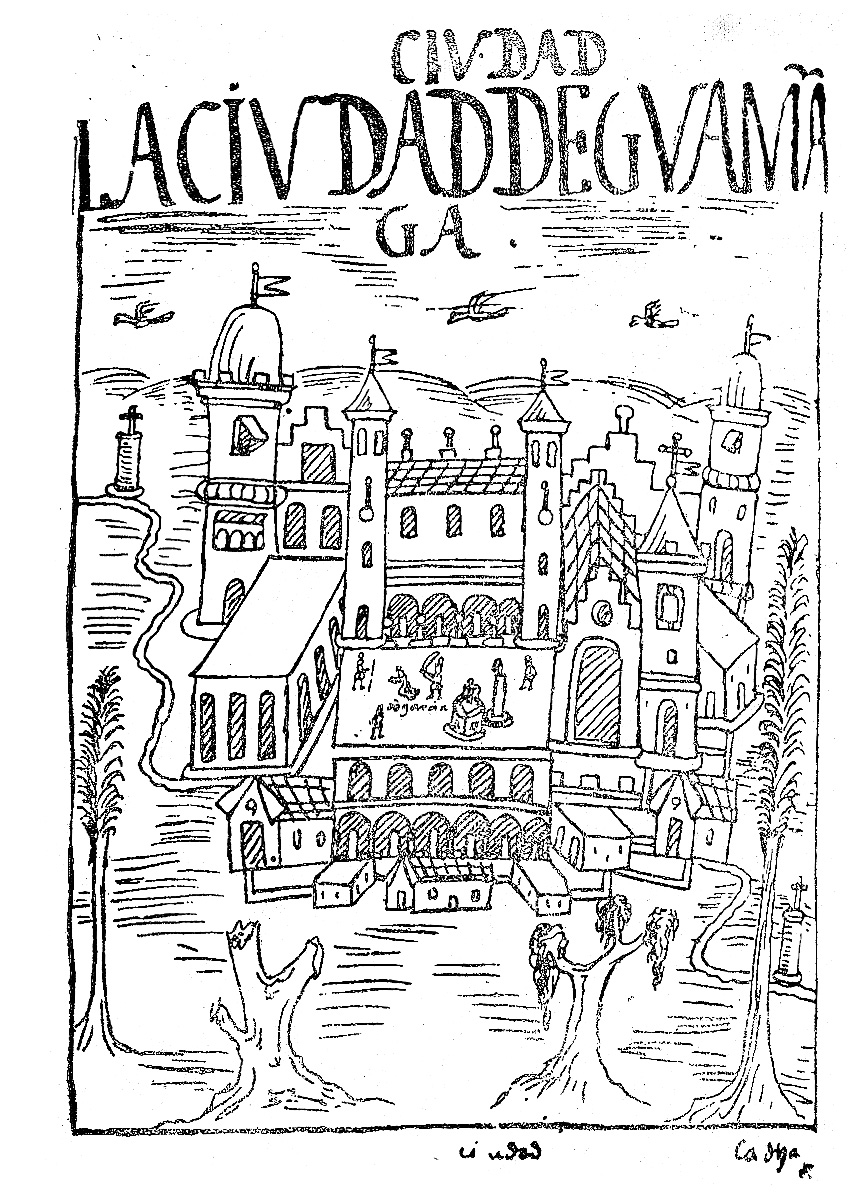
La ciudad de Huamanga, según Felipe Guamán Poma de Ayala. El templo con portales ocupa la extensión de la plaza con dos torres en los extremos. Parece que ha querido simbolizar una ciudad con muchos templos, colocando en su dibujo cinco torres.

La fundación española de la ciudad de Guamanga obedeció a tres razones principales: En primer lugar, para proteger al naciente estado virreinal del peligro que significaban las tropas rebeldes de Manco Inca (asentadas en Cocha, en el distrito de Iguain, Huanta). La segunda razón fue por las desavenencias entre los mismos hispanos que pretendían más solares y tierras que revocaban Vasco de Guevara y el licenciado Antonio de la Gama a nombre de Francisco Pizarro. La tercera y principal razón obedecía a la necesidad de una ciudad intermedia en la larga ruta entre Lima y Cuzco. Esas motivaciones guardan relación con un solo tema: el control y la seguridad de territorio recientemente conquistado.
Así, el 29 de enero de 1539, Francisco Pizarro lleva a cabo la primera fundación de Huamanga, con el nombre de San Juan de la Frontera, acompañándolo en esta oportunidad el licenciado Antonio de Carbajal y el clérigo Juan de Sosa. Pizarro designó a Francisco de Cárdenas como primer teniente gobernador, quien posteriormente cedió el cargo al capitán Vasco de Guevara. En ese momento apenas hubo 24 vecinos y 40 moradores españoles.
Es en esas circunstancias, vísperas para la Navidad de 1539, cuando llegó el nuevo teniente gobernador, Vasco de Guevara, quien después de un análisis por las quejas, notó que el lugar donde se encontraban afincados los colonos, era un lugar «frío», «lluvioso», «nublado» y estratégicamente jugaba en contra de su objetivo, que era preservar la seguridad de los transeúntes entre el Imperio Inca y la Ciudad de los Reyes. Ante esta constatación, se decide convocar a un cabildo a los principales vecinos y clérigos. El 1 de abril de 1540, se tomó el acuerdo de trasladar a otro lugar la ciudad, con mejores condiciones de vida.
Posteriormente el primer asiento es trasladado hacia el paraje denominado Pacora o Pocora castellanizado como Pukaray (alude a alguna fortaleza inca que antes existió allí y que inspiró el imagen del escudo oficial veinte años después) donde el 25 de abril de 1540, el teniente gobernador Vasco de Guevara refunda, bajo anuencia de Francisco Pizarro, la villa San Juan de la Frontera de Huamanga. Ésta es la razón por la que se considera a Vasco de Guevara como el segundo fundador de Huamanga. La ciudad fue reconocida por la Corona española como tal el 17 de mayo de 1544. Más adelante en 1816 se le otorgó un escudo de armas a instancias del diputado a las Cortes de Cádiz, don José de Mujica.
En 1586, dos vecinos, Pedro de Rivera y Antonio de Chávez, fueron los encargados de cumplir con una ordenanza virreinal para evaluar los recursos de la región. Ambos entregaron un testimonio escrito de lo que era la ciudad:

Esta ciudad tiene un temple tan moderado que no es frío ni caliente; es tan apacible que ni en verano ni invierno no da pesadumbre el calor ni el frío. La forma de las casas desta ciudad es como las de España, con sus altos y bajos y aposentos grandes y anchurosos, con sus patios y corredores, huertos y corrales... y su agua de riego que viene por una acequia principal y se reparte a las casas conforme su cantidad... El pueblo es pequeño y la forma del con calles anchas y su plaza grande y cuadrada; las calles son repartidas por cuadras... Tiene dos parroquias de indios de los que habitan para el servicio de la ciudad y de otros extavagantes que llaman yanaconas, que algunos de ellos son oficiales y tienen sus curas particulares, uno en cada parroquia. Hay veynte e cinco vecinos de encomienda y feudo de indios, y otros cincuenta que tienen casas y no indios; y de ordinario todos los españoles deste pueblo seran ciento e cincuenta
 Pedro de Rivera y Antonio de Chávez.

La fundación virreinal de la ciudad de Huamanga fue realizada siguiendo el modelo de las ciudades españolas: Las Siete Partidas. La ciudad contaría con una Plaza Mayor Santa Ana (más tarde conocida como Plaza Jerusalén), agua, buenas tierras cuyos solares fueron entregados a sus primeros fundadores, que en su mayoría participaron en la captura del Inca Atahualpa en Cajamarca. Paulatinamente, se trasladó el centro histórico de Santa Ana y Pucacruz hacia la Plaza Mayor que ocupa hoy en día, caracterizada por tener las arcadas construidas en las primeras décadas del siglo XVIII.
Luego de su fundación y traslado, la ciudad experimentó un notable crecimiento, sobre todo eclesial. Huamanga comenzó con una iglesia mayor en 1540, de la que dependían tres parroquias: la del Sagrario, que era de españoles, y las de Santa Ana o Hanan Parroquia, y Santa María Magdalena o Uray Parroquia (parroquia de arriba y de abajo, respectivamente) que eran de los llamados naturales. Después de éstas se instalaron y edificaron templos de los mercedarios que llegaron con la fundación de la ciudad en 1541, y disponían de ocho capellanías en 1586. Los dominicos se establecieron en 1548 y contaron también con seis capellanías en 1586. Por último, los franciscanos, operaron desde 1552, y administraron cinco capellanías en 1586.
El panorama de conventos se completa con los dos de monjas existentes: Santa Clara, fundado con recursos del encomendero y empresario Antonio de Oré, y Santa Teresa, expresión física del capital acumulado por el rico minero Amador de Cabrera. Ambos conventos canalizarán las expectativas del sector de mujeres españolas que no lograban (o no querían) contraer matrimonio. Finalmente, las primeras misiones de jesuitas se realizaron en la región en la década de 1580, estas establecerán su convento a inicios del XVII y a partir de él levantará una de las empresas religiosa-económica más importante de la región, hasta su expulsión en 1767.
Un polo ordenador histórico de la vida económica regional durante la época colonial fue la minería. El centro minero que más se destacó por aquella época (siglos XVI y XVII) fue la mina de mercurio de Santa Bárbara (Huancavelica), adquiriendo importancia el circuito comercial que giraba a su alrededor. El eje administrativo y comercial se situó en Huamanga, que era el nudo de todas las rutas comerciales.
Otra actividad económica importante durante la colonia fueron los «obrajes», el cual consistía en empresas manufactureras de telas burdas y bayetas elaboradas para consumo de trabajadores. En los obrajes se tejía artesanalmente, con los operarios estaban reunidos en una misma construcción, asemejándose a las fábricas modernas. Desde comienzos del siglo XVII se registra la presencia de tejedores en los barrios indígenas y mestizos de Huamanga, e incluso el barrio de Carmen Alto, uno de los más tradicionales de la ciudad, se especializó en la producción textil. Como parte de su carácter artesanal y comercial, la ciudad de Huamanga adquirió el perfil de una urbe manufacturera donde se tejía sin cesar.
La ciudad de Huamanga se convirtió en un gran centro comercial. Por su ubicación geográfica era paso obligado de viajeros y comerciantes que de Lima o Huancavelica se dirigían a Cusco, el Alto Perú y al Río de la Plata, lo que dio gran relevancia a Huamanga, durante gran parte del periodo virreinal. Tal situación se tradujo en una arquitectura particular, de basemento en piedra y segundo nivel en madera, una arraigada fe religiosa expresada en más de 30 templos, varios conventos y claustros.
Las casas señoriales son lo más representativo de la arquitectura civil en la Huamanga virreinal. Ellas se ubican, al igual que las iglesias, en el núcleo central de la ciudad: alrededor de la plaza de armas y unas ciertas calles adyacentes. En cuanto a su diseño y distribución de ambientes, la casona señorial ayacuchana se inspira en la vivienda castellana de clases altas, aunque algunos elementos logran dotarla de personalidad y acento propio del Barroco Andino del siglo XVIII.
La presencia de la Iglesia en Ayacucho es importante, sobre todo a partir de 1609, donde se crea el obispado de Huamanga, desmembrándose de la jurisdicción del Cusco. En 1615, asume el obispado Fray Agustín de Carvajal, quien fue el primer obispo de Huamanga; veinte años después, en 1632, asume el obispado Francisco Verdugo, quien inició la construcción de la Catedral, consagrada recién en 1672 por el famoso obispo Cristóbal de Castilla y Zamora. Ambos fueron los obispos más importantes del «siglo de oro» (siglo XVII) de la Iglesia católica en Ayacucho.

El 3 de julio de 1677, por acción del Ilustre Obispo de la Diócesis de Huamanga, Don Cristóbal de Castilla y Zamora se funda en Ayacucho la Universidad Nacional de San Cristóbal de Huamanga. La fundación fue refrendada el 21 de diciembre de 1680 por el rey Carlos II de España.

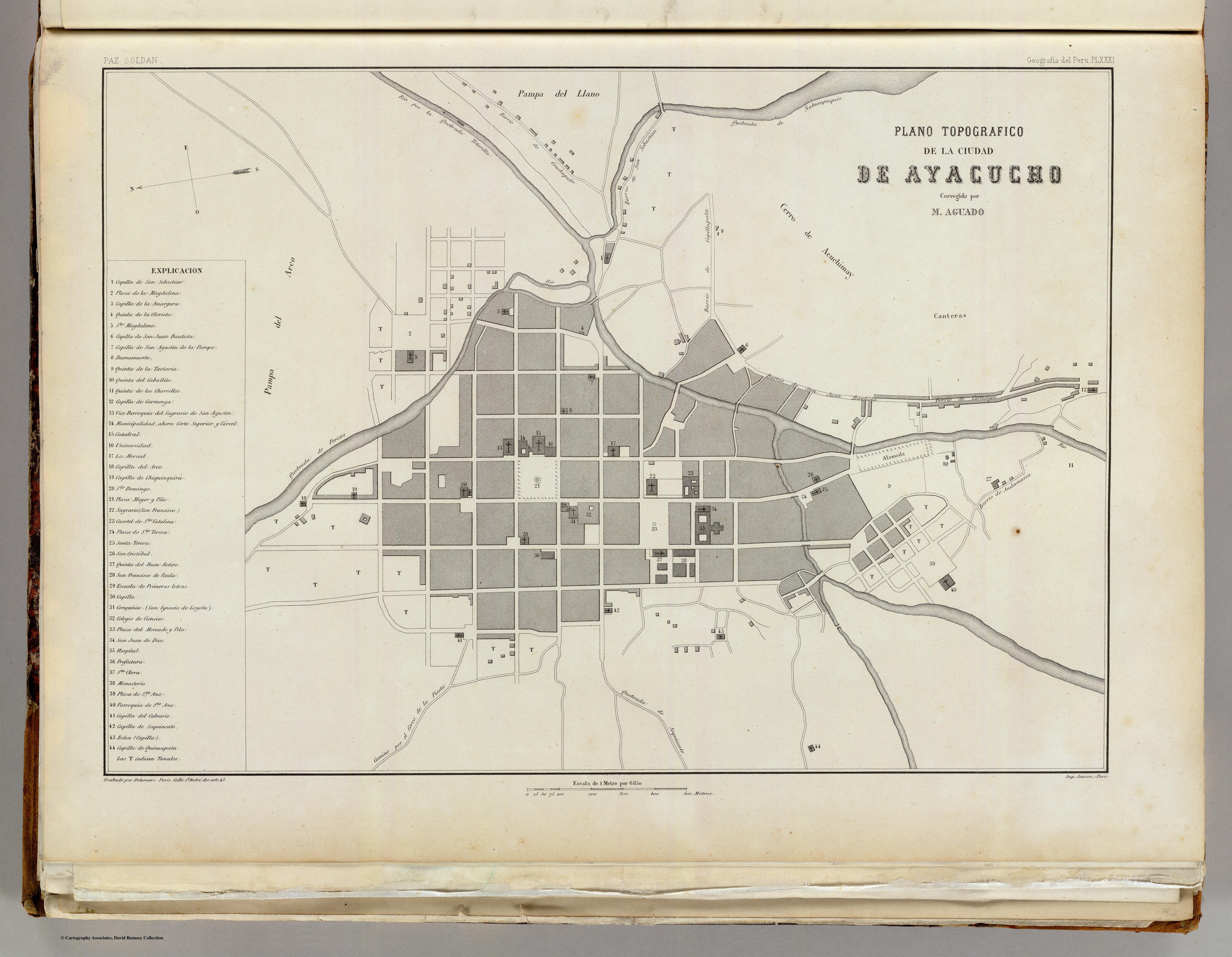
Mapa de Ayacucho, 1865 por Mariano Paz Soldán.

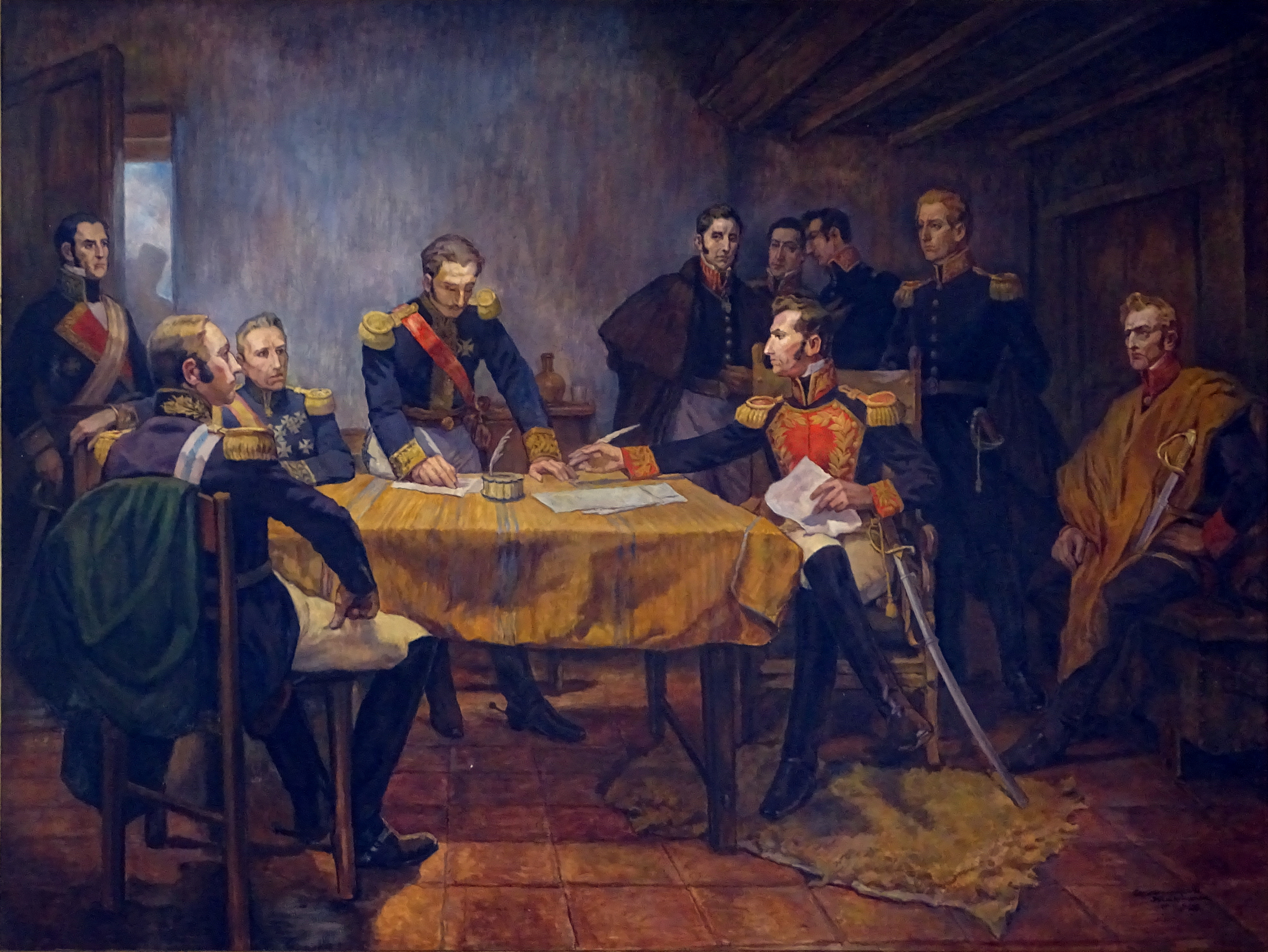
Capitulación de Ayacucho, donde se consolidó la independencia de América.

Ya desde los últimos tiempos del Virreinato del Perú, los habitantes de Ayacucho participaban activamente de las ideas independentistas. Así sobresalen personajes como Basilio Auqui (jefe de los vaqueros de las llanuras de los Andes peruanos, llamados morochucos), la vivandera Ventura Ccalamaqui y la heroína María Parado de Bellido, entre otros. Sin embargo, Huamanga continuaba siendo un centro militar del ejército realista, de donde incluso salieron las expediciones bajo el mando de Goyeneche, que en 1810 se dirigieron a sofocar las revoluciones en el Alto Perú.

### Época republicana
En el contexto de la Rebelión del Cuzco, los hermanos Angulo enviaron la segunda expedición militar patriota a Huamanga. La ocupación tomó lugar el 20 de septiembre de 1814, bajo el mando del argentino Manuel Hurtado de Mendoza, quien tenía por lugartenientes al clérigo José Gabriel Béjar y a Mariano Angulo. Hurtado de Mendoza ordenó marchar a Huancayo, que fue tomada pacíficamente.
El virrey Abascal envió desde Lima tropas bien pertrechada y disciplinada, bajo el mando del coronel Vicente González. Estas tropas se reforzaron con milicias huantinas, ya que Huanta se mantenía fiel a la Corona española. Se produjo la batalla de Huanta el 30 de septiembre de 1814, las acciones duraron tres días, luego de los cuales los patriotas se replegaron, abandonando Huamanga. Se reorganizaron en Andahuaylas y volvieron a enfrentarse a los realistas el 27 de enero de 1815, en la batalla de Matará, donde fueron de nuevo derrotados.
En 1820 el general Juan Antonio Álvarez de Arenales, bajo las instrucciones de don José de San Martín, llegó a la ciudad durante la denominada Campaña de Intermedios, que buscaba atacar Lima por los Andes mientras San Martín lo hacía por la costa. Así, Arenales declaró la independencia en Huamanga el 1 de noviembre de 1820.
El 9 de diciembre de 1824 tiene lugar la Batalla de Ayacucho, realizada en las pampas del poblado vecino de Quinua. El ejército libertador comandado por el venezolano Mariscal Antonio José de Sucre, venció al ejército realista comandando por el virrey La Serna y con él, firman la Capitulación de Ayacucho. Se consolida finalmente la independencia del Perú y de América.
Los problemas políticos y económicos produjeron la clausura de la universidad en 1876 (entre otras universidades como las de Trujillo y Puno). La ciudadanía elevó su protesta por el cierre, en 1876 se reúnen los ciudadanos ayacuchanos con la finalidad de pedir al Gobierno la reorganización y restablecimiento de la Universidad. En la guerra con Chile (1879-1883), la disponibilidad de recursos con que contaba Huamanga, permitió al ayacuchano Mariscal Andrés Avelino Cáceres iniciar sus campañas contra el ejército invasor.

### Época contemporánea
Un discurso regionalista ayacuchano comenzó a gestarse en las décadas de 1920 y 30, provocado por la expansión del joven estado peruano y por el ejemplo de la intelectualidad cusqueña, que reclamaba un papel de liderazgo cultural a raíz de su identificación con los incas. Los ayacuchanos se enfrentaban a algunas limitaciones a la hora de imitar a sus congéneres cusqueños. A pesar de los esfuerzos por encontrar una nación «pokra» en la documentación histórica, la ciudad carecía de una herencia precolombina propia, visible y documentada. La importancia del cercano sitio arqueológico de Wari recién comenzó a discutirse en los años 1930, y además pertenecía a una civilización que carecía completamente de documentación escrita.
La intelectualidad ayacuchana se volcó principalmente al «rescate» de la historia colonial y decimonónica de Ayacucho, y de su folklore. Este proyecto se concretó a través de la creación en 1934 del Centro Cultural Ayacucho, que publicó la revista Huamanga. El grupo que se formó en torno al Centro Cultural Ayacucho era socialmente conservador y proclerical —abogaba por el desarrollo regional y la mejora de la situación del indio, pero rechazaba los programas revolucionarios de los nuevos movimientos políticos, en particular el aprismo. En 1940, la población ayacuchana era de 18 275 habitantes lo que hacía de ella una de las ciudades más grandes de la sierra, superada solo por Huancayo (28 679), Cusco (45 158) y Arequipa (79 185).
El estudio del folklore regional se convirtió en un proyecto clave para la intelectualidad ayacuchana, que produjo los principales folkloristas peruanos de mediados del siglo XX, entre ellos Víctor Navarro de Águila y Efraín Morote Best. El estudio de la música, las festividades, las creencias y los rituales populares permitía definir una identidad regional («el alma ayacuchana»), y también era considerado una herramienta clave para la educación. Fue una época de afloramiento de expresiones artísticas y culturales como el teatro, la música, la artesanía y las tradiciones ayacuchanas.
Este afloramiento de la identidad huamanguina fue reforzada en 1957 por la reapertura de la Universidad Nacional de San Cristóbal de Huamanga. Este hecho, se dio en un contexto de incremento de influencias culturales externas (de otras partes del país y del extranjero) que, se creía, estaban desplazando el repertorio local. Los intelectuales ayacuchanos se definían como estudiosos y custodios no de una cultura precolombina, sino de la cultura viviente del pueblo ayacuchano.
Esta búsqueda de identidad regional se vio reducida durante la década de 1980, debido a que la región se vio seriamente afectada por diversos problemas del agro y por el fenómeno de la migración a raíz de la violencia político social. Esa violencia fue generada por el grupo terrorista Sendero Luminoso, que clamó a la vida de millares de ayacuchanos durante su afán de controlar el gobierno del Perú por las armas. El grupo comunista Sendero Luminoso fue fundado a finales de los años sesenta por el entonces profesor de filosofía, el arequipeño Abimael Guzmán, quien estableció una base en la Universidad Nacional de San Cristóbal de Huamanga. La sublevación de campesinos que mostraron desacuerdo con el accionar y el pensamiento de Sendero Luminoso debido a su falta de respeto por la cultura indígena y sus instituciones, y la captura de su líder en 1992 produjeron la reducción de su accionar en la ciudad. 

En 1993, el nuevo asfaltado de la carretera Los Libertadores-Wari permite una rápida y mejor conexión terrestre de Ayacucho con la costa y la capital. Campañas gubernamentales en inicios de los 90 promovieron el turismo (en particular el turismo religioso) a fin de mejorar la imagen de la ciudad en el país y generar una nueva industria local. en la ciudad.

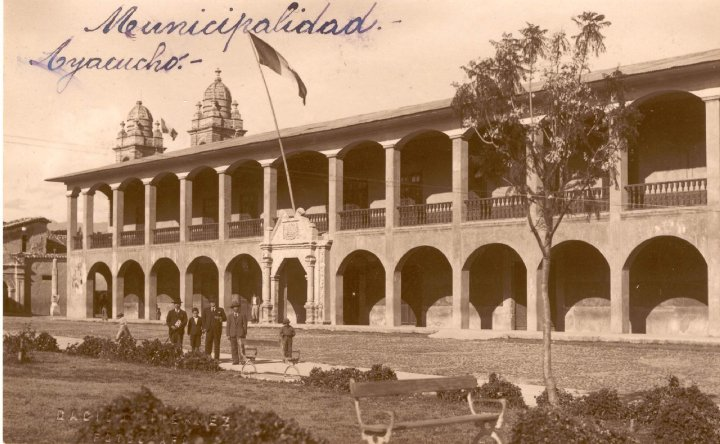
Municipalidad Ayacucho
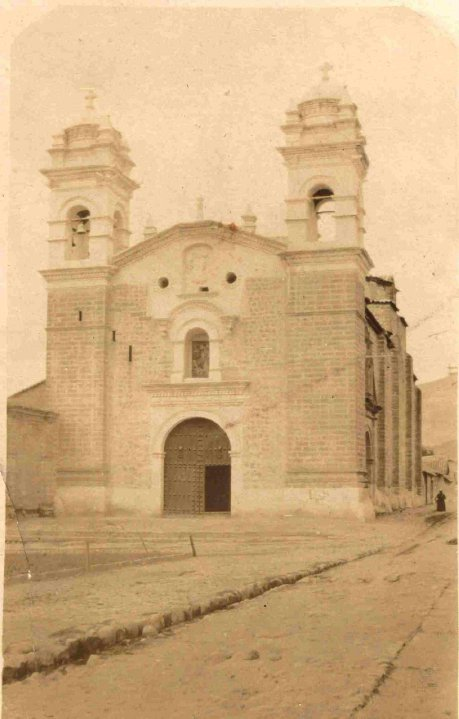
Templo San Agustín Ayacucho
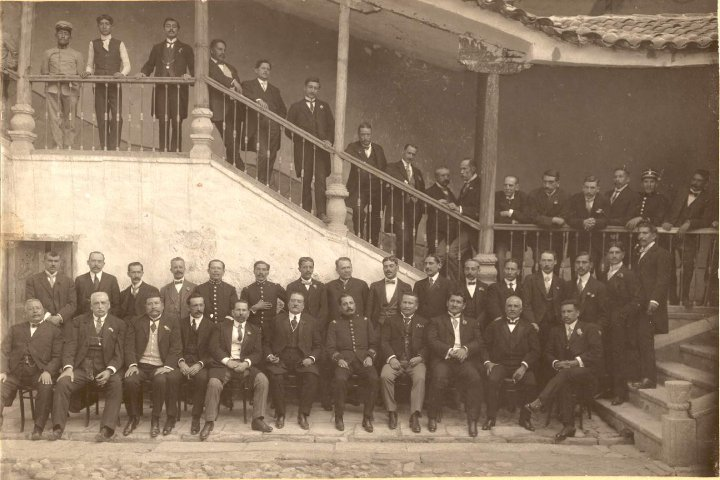
Aristocracia ayacuchana
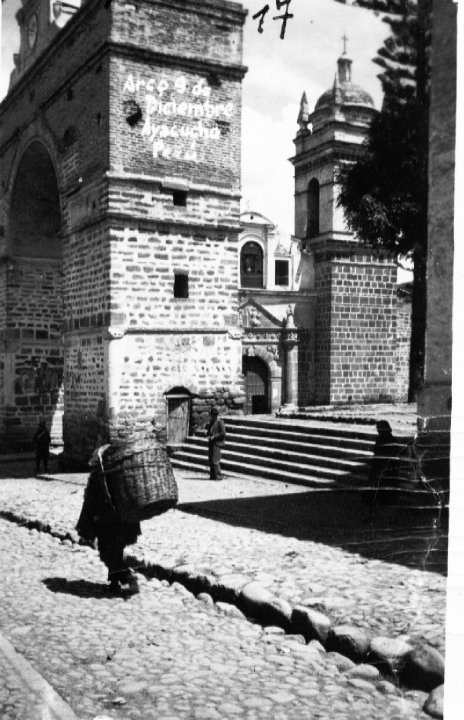
Arco Ayacucho
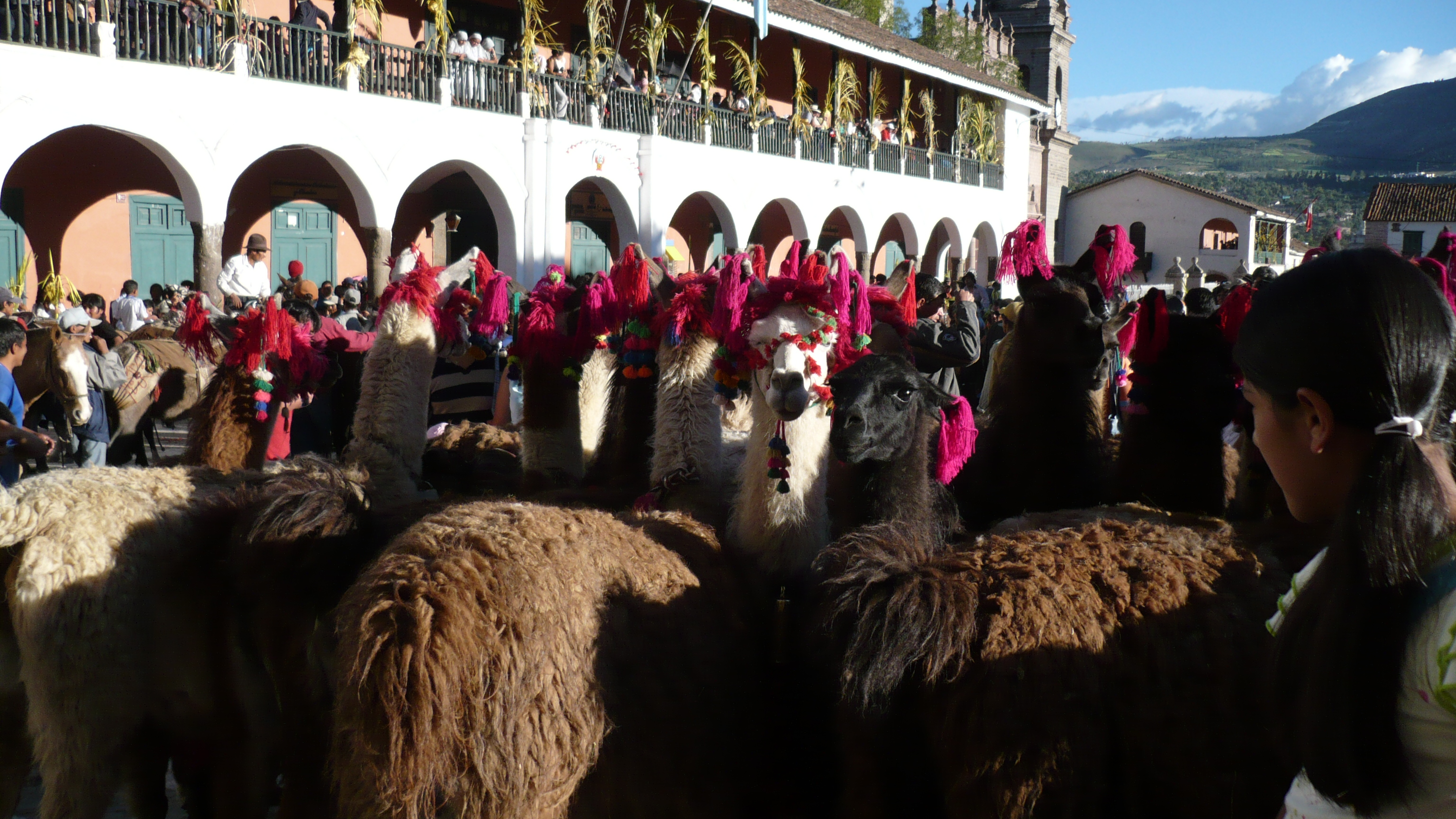
Llamas en la Plaza Mayor
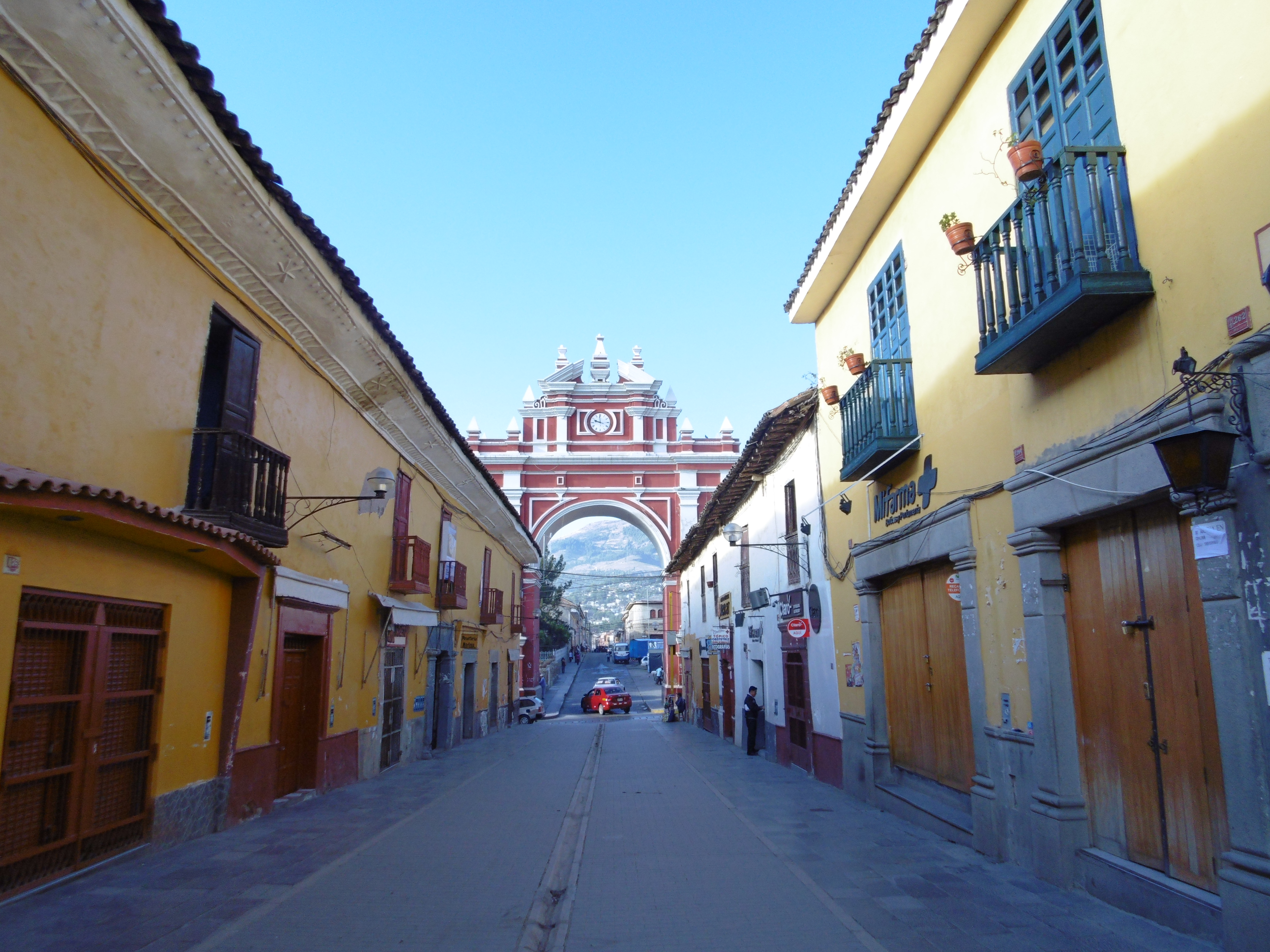
Calle peatonal 28 de julio

En 2017, el gobierno central lanzó el programa Ayacucho Waytarin (renacer, en quechua) que busca poner en valor diversos monumentos y manifestaciones culturales ayacuchanos.
En enero de 2019, el presidente Martín Vizcarra lanzó la marca Ayacucho, iniciativa público privada de visibilización de la ciudad que tiene como propósito promover el turismo y consolidar la identidad de la región.

## Distritos
Aunque no existe una delimitación oficial definida, el área metropolitana de Ayacucho comprende 5 distritos de la provincia de Huamanga. Estos distritos tienen una población de 229 455 habitantes al año 2020, según el INEI.
| Pos   | Distrito               | Población |
| ----- | ---------------------- | --------- |
| 1     | Ayacucho               | 111 370   |
| 2     | Andrés Avelino Cáceres | 31 411    |
| 3     | Carmen Alto            | 31 712    |
| 4     | Jesús Nazareno         | 21 028    |
| 5     | San Juan Bautista      | 53 934    |
| Total | Total                  | 249 455   |

Según el XI Censo de población y VI de Vivienda efectuado por Instituto Nacional de Estadística e Informática el 2007, la ciudad de Ayacucho contaba con una población de 151 019 habitantes. Su tasa de crecimiento anual era de 2,5 %.
Según el reporte Perú: Estimaciones y Proyecciones de Población Total por Sexo de las Principales Ciudades, 2000-2015, publicado en marzo del 2012 y efectuado por Instituto Nacional de Estadística e Informática el 2007, la ciudad de Ayacucho cuenta a junio de 2014 con una población de 177 420 habitantes y su tasa de crecimiento anual es de 2,2 %.
En el 2014, Ayacucho ocupa el puesto 16 dentro de las ciudades peruanas en términos de población.

## Política

### Alcaldes de la ciudad
En el Perú, los alcaldes son elegidos mediante voto universal y secreto desde el año 1963, interrumpiéndose dichas elecciones entre 1969 y 1979. Desde 1999 los periodos duran 4 años.
| Período   | Alcalde                            | Partido político                                     |
| --------- | ---------------------------------- | ---------------------------------------------------- |
| 1540      | Francisco de Cárdenas              |                                                      |
| 1964-1966 | Francisco Vidal Fernández          | AP-DC                                                |
| 1967-1969 | Benjamín Salcedo Munarriz,         | Acción Popular                                       |
| 1981-1983 | Víctor J.Jaúregui Mejía            | Acción Popular                                       |
| 1984-1986 | Leonor Zamora Concha               | PADIN                                                |
| 1987-1989 | Fermín Darío Azparrent Taipe       | Izquierda Unida                                      |
| 1990-1992 | Jorge Guillermo García Prado       | Acción Popular                                       |
| 1993-1995 | Walter Humberto Ascarza Olivares   | L.I.No.19                                            |
| 1996-1998 | Hernán García Zárate               | L.Independiente Por Huamanga                         |
| 1999-2002 | Félix Ciriaco Solar La Cruz        | Vamos Vecino                                         |
| 2003-2006 | Gerardo Francisco Ludeña González  | APRA                                                 |
| 2007-2010 | Germán Martinelli Chuchón          | Movimiento Independiente Innovación Regional         |
| 2011-2014 | Pánfilo Amílcar Huancahuari Tueros | Movimiento Independiente Regional Todos con Ayacucho |
| 2015-2018 | Salomón Hugo Aedo Mendoza          | Movimiento Regional Alianza Ayacucho Renace          |
| 2019-2022 | Yuri Gutiérrez Gutiérrez           | Partido Musuq Ñam                                    |

## Economía

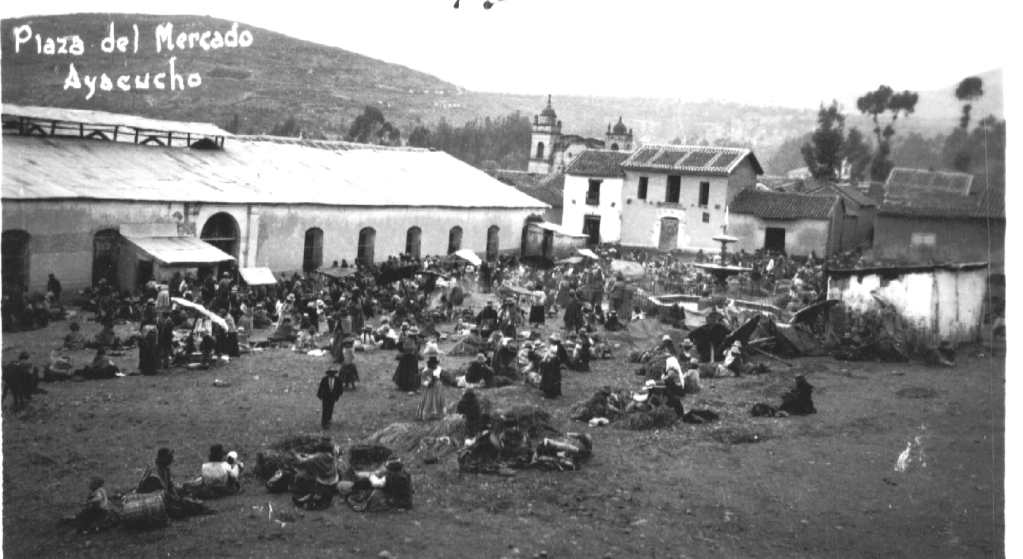
Plazuela Santa Clara, al oeste del mercado Carlos F. Vivanco.

De acuerdo a la estructura productiva de 2006, Ayacucho aportó el 1 % del Valor Agregado Bruto (VAB) nacional, manteniendo su participación respecto a lo registrado en el año base 1994. La dinámica de la economía está influenciada básicamente por el comportamiento de los sectores agropecuario, servicios gubernamentales, comercio, otros servicios y construcción. En la ciudad se alojan la mayor parte del sector terciario de todo el departamento. Este representa el 52 % del VAB departamental, destacando servicios gubernamentales (17,4 %), comercio (15,7 %) y otros servicios (12,4 %).
La ciudad cuenta con dos mercados principales: el mercado de la Magdalena, en el barrio del mismo nombre, y el mercado Carlos F. Vivanco, llamado Mercado Central, en el centro histórico de la ciudad.

## Arte

### Artesanía
La riqueza y calidad de la artesanía de Ayacucho, en sus diversas manifestaciones, han hecho que sea considerada como «Capital del Arte Popular y de la Artesanía del Perú». En la artesanía ayacuchana se conjugan técnicas y tradiciones precolombinas con aportes hispanos y la permanente creatividad de los pobladores de la región. Sus expresiones más conocidas son los retablos, las tallas en piedra de Huamanga y los trabajos en platería y filigrana. Es muy renombrada y característica la cerámica de Ayacucho. Desde el 2019, Ayacucho es parte de la Red de Ciudades Creativas de la Unesco, en la categoría de artesanía y artes populares.
Retablos

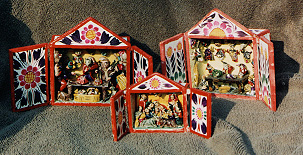
Retablos Ayacuchanos.

Los Retablos ayacuchanos descendientes directos de los españoles cajones de San Marcos o de San Antonio, representan en su interior escenas de profundo contenido andino. Son una tradicional muestra de la notable capacidad creadora y artística de los artesanos de esta tierra. La pieza artesanal consiste en una vistosa y colorida caja de madera con doble puerta. Sus paredes están decoradas con flores de distinta naturaleza y presenta horizontalmente una división interior: el Hanan Pacha o mundo celestial y el Kay Pacha o mundo terrenal.
Desde la época de la colonia hasta las últimas décadas, el retablo ayacuchano ha seguido evolucionando. Los niveles de representación son ahora cuatro o seis; los soportes son de metal o de vidrio; los personajes principales suelen ser caudillos históricos y políticos de actuales.
Piedra de Huamanga

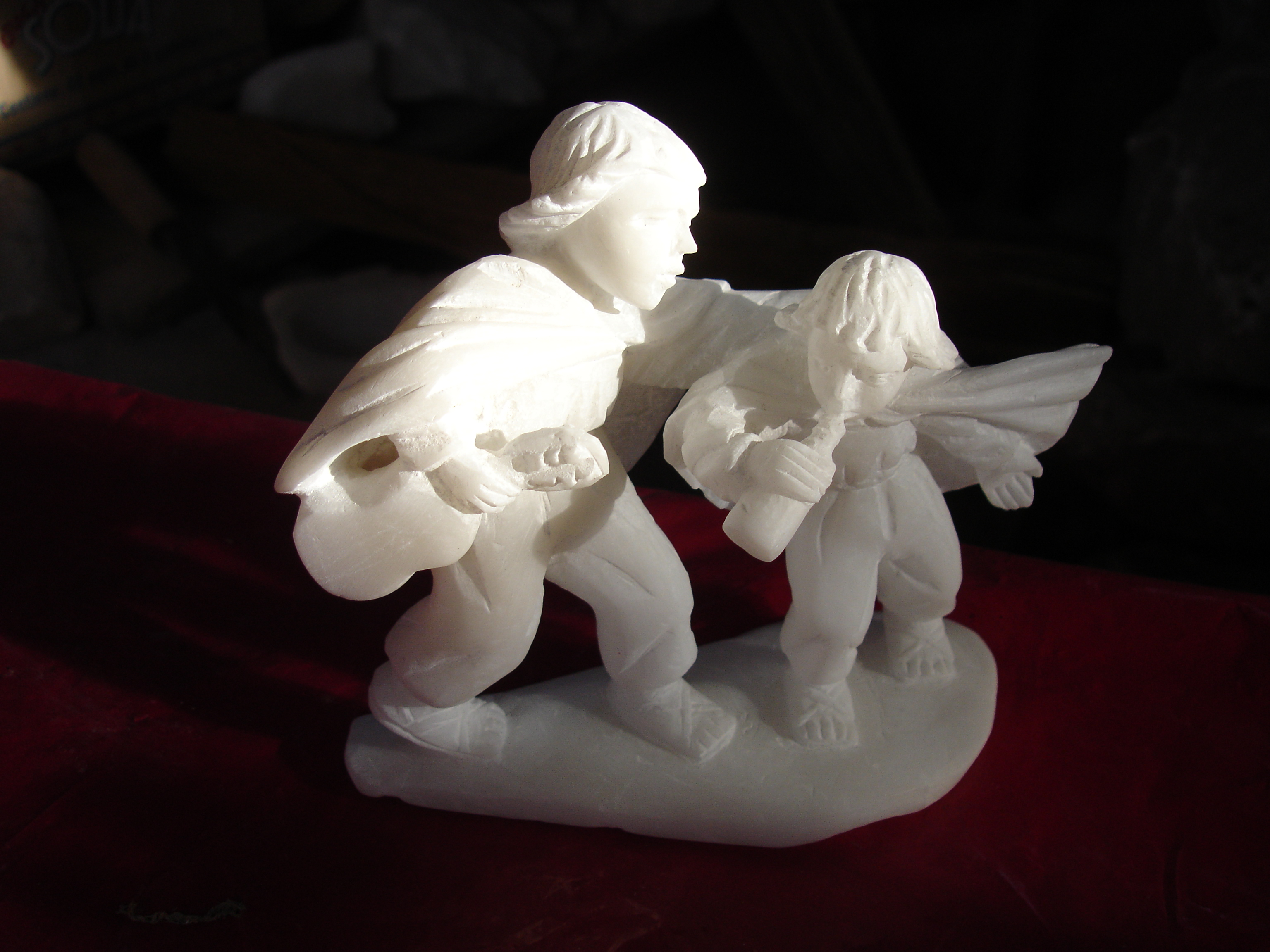
Piedra de Huamanga.

La piedra de Huamanga es el nombre local dado al alabastro, un mineral de color blanco y a veces, con tonalidades que van del gris o plomo al sepia. Se trata de un sedimento de origen volcánico y se caracteriza por su fácil maleabilidad, su color blanquecino y su exclusividad.
Los escultores huamanguinos, en tiempos de la colonia, tallaron cuadros en relieve, delicadas figuras y grupos religiosos policromados al óleo. Las representaciones más frecuentes fueron las vírgenes, santos, nacimientos y el descendimiento de Cristo.
Hacia fines del siglo XVIII aparecieron los temas galantes y los leones chinescos; las figuras se coloreaban de manera transparente. Poco a poco el color fue desapareciendo limitándose sólo a los cabellos y a los rasgos del rostro, usándose el dorado para los detalles. La superficie blanca y pulida de la piedra fue adquiriendo cada vez mayor importancia en el siglo XIX, época en la que las representaciones alegóricas y profanas destacaron sobre las religiosas. Hoy los artífices populares han dado mayor atención a los personajes y temas rurales, y a los grupos escultóricos en los que prevalece la blancura del material.
Orfebrería
Desde el virreinato, los orfebres ayacuchanos alcanzaron gran fama por el notable trabajo que realizaban, esta fama se conserva pues la plata sigue siendo trabajada con magistrales técnicas para el repujado, el burilado y la filigrana, ésta consiste en entrelazar hilos de plata y se emplea para confeccionar prendedores y aretes, entre otras joyas.
Tablas de Sarhua
En el distrito de Sarhua, se tiene por tradición regalar una tabla de madera (normalmente de molle o cabuya) pintada con la historia de la familia por motivo de la construcción de una nueva casa. Cada integrante de la familia debe verse reflejado en sus labores diarias. Los artesanos crearon posteriormente tablas sobre temas diversos, como la agricultura, los viajes de mercadeo, o eventos religiosos, y así ampliaron el repertorio de la temática inicial de las tablas, siempre conservando su gráfica particular. En cada pieza, se hace una descripción horizontal, que lleva un orden de interpretación pictográfica, de abajo hacia arriba y de izquierda aderecha. Las tablas son pintadas con pigmentos naturales extraídos de la tierra y vegetales; se usa la pluma de ave para el delineado de las figuras y hacer los detalles de las vestimentas. Actualmente existen tablas, cuadros y piezas utilitarias de diversas medidas.

### Literatura
Destaca Juan de Mata Peralta quien desarrolla el compilatorio, Tradiciones de Huamanga. Las «Tradiciones de Huamanga», son relatos que se conserva para la posteridad en forma de tradiciones, que constituyen una de las fuentes de la historia local. El contexto cultural que se desarrolló en la ciudad dio lugar al progresivo surgimiento de una historia urbana llena de anécdotas y explicaciones legendarias de muchos acontecimientos de la vida de la ciudad, como de la vida particular de muchos de sus pobladores. Esta historia se transmitía y aún hoy se transmite oralmente, incorporando personajes o desapareciéndolos o magnificando algunos hechos y circunstancias de acuerdo al momento cuando se relata y transmite a las nuevas generaciones, ese mensaje de la historia urbana rescatado del tiempo.

### Música
La música ayacuchana como manifestación cultural abarca diversos géneros musicales. Los primeros registros de una tradición musical ayacuchana inician con el Apuyaya Jesucristo, canción religioso ligada al Viernes de Semana Santa. Temas como Adiós Pueblo de Ayacucho o Flor de Retama forman parte de la actual tradición de la música ayacuchana. Entre los autores y compositores destacan, en el huayno, Augusto Polo Campos, las guitarras de Raúl García Zárate y Manuelcha Prado; el charango de Jaime Guardia, el violín de Máximo Damián, las voces de Martina Portocarrero, el dúo Ayacucho, los Warpas, entre otras figuras.
La ciudad de Ayacucho pasó por un momento de fuerte difusión del huayno del sur del Perú producido en parte por contar con una de las pocas empresas de grabación y registro de música en casetes en los años 80 del sur del país. En los años 1990 está difusión se consolidó con el éxito en ventas de los álbumes compilatorios «Ayacucho en el Corazón de Todos».
Actualmente, la música tradicional ayacuchana ha sido llevada a ritmos fusión y contemporáneos donde destacan Amor Amor, de los hermanos Gaitán Castro, Max Castro, Grupo Antología y otros, donde se desarrollan temas con letras en español y quechua. Asimismo, otras agrupaciones como Uchpa llevan esta fusión de lenguajes a otros géneros, como el rock. Así mismo se cuenta con diversas Orquestas Folklóricas que difunden la música Ayacuchana entre las que destacan la Orquesta Los Ayacuchanos de Oro y Los Libertadores de Ayacucho.

### Teatro
En la primera mitad del siglo XX, se produjo en la ciudad una corriente de teatro costumbrista que revaloraba el idioma quechua y las tradiciones orales andinas de la región. A fines de la década de 1910, Moisés Cavero escribió el drama Qisanpi sapan urpikuna («Palomas solitarias en su nido»). La obra fue estrenada en 1920 en una función del Círculo de Obreros Católicos. Qisanpi sapan urpikuna está entre los primeros ejemplos conocidos de teatro quechua del Perú republicano que se ambientaron en el presente y no en la época incaica. La obra refleja la intensa preocupación por el campesinado indígena que caracterizó las décadas de 1910 y 1920. En 1938 se publicó el drama Yana puyup intuykusqan («Rodeado de nubes oscuras») de José Salvador Cavero León y en 1939 se estrenó una obra inédita de Cavero Cazo, Kaypi wayta, wakpi kichka («Aquí la flor, allá la espina»). Comenzó entonces el período de auge del teatro quechua ayacuchano, extendiéndose hasta alrededor de 1950, coincidiendo así con el auge del proyecto regionalista expresado en el Centro Cultural Ayacucho y la revista Huamanga.
El más prolífico de los dramaturgos quechuas ayacuchanos fue el sacerdote José Salvador Cavero León, quien a mediados de los años 40 publicó dos comedias costumbristas: Rasuhuillcap wawankuna  («Hijos del Rasuhuillca»), en1945 y Kay pacha qapaq («El poderoso de esta tierra») en 1946. Rasuhuillcap wawankuna describe la relación conflictiva de una madre con su hija adolescente, que ha establecido una relación con un joven a sus espaldas. En 1955 Cavero publicó el drama Wakchapa muchuynin («El sufrimiento de los pobres») que relata los sufrimientos de un anciano y su nieto huérfano.
A finales de los años 50 el teatro ayacucho entró en una etapa de decadencia, según Salvador Cavero. No se publicaron nuevas obras de teatro quechua en Ayacucho después de Wakchapa muchuynin (1955). Salvador Cavero atribuyó la disminución del teatro quechua en Ayacucho a fenómenos migratorios, tanto la partida de ayacuchanos como la llegada de migrantes de otras partes del país que no hablaban quechua. Lamentó que el establecimiento a fines de los años 50 de la Universidad Nacional de San Cristóbal de Huamanga no tuviera el efecto esperado de estimular la cultura literaria quechua.
En homenaje a José Salvador Cavero León, la Municipalidad de Huamanga rebautizó el teatro municipal con su nombre.

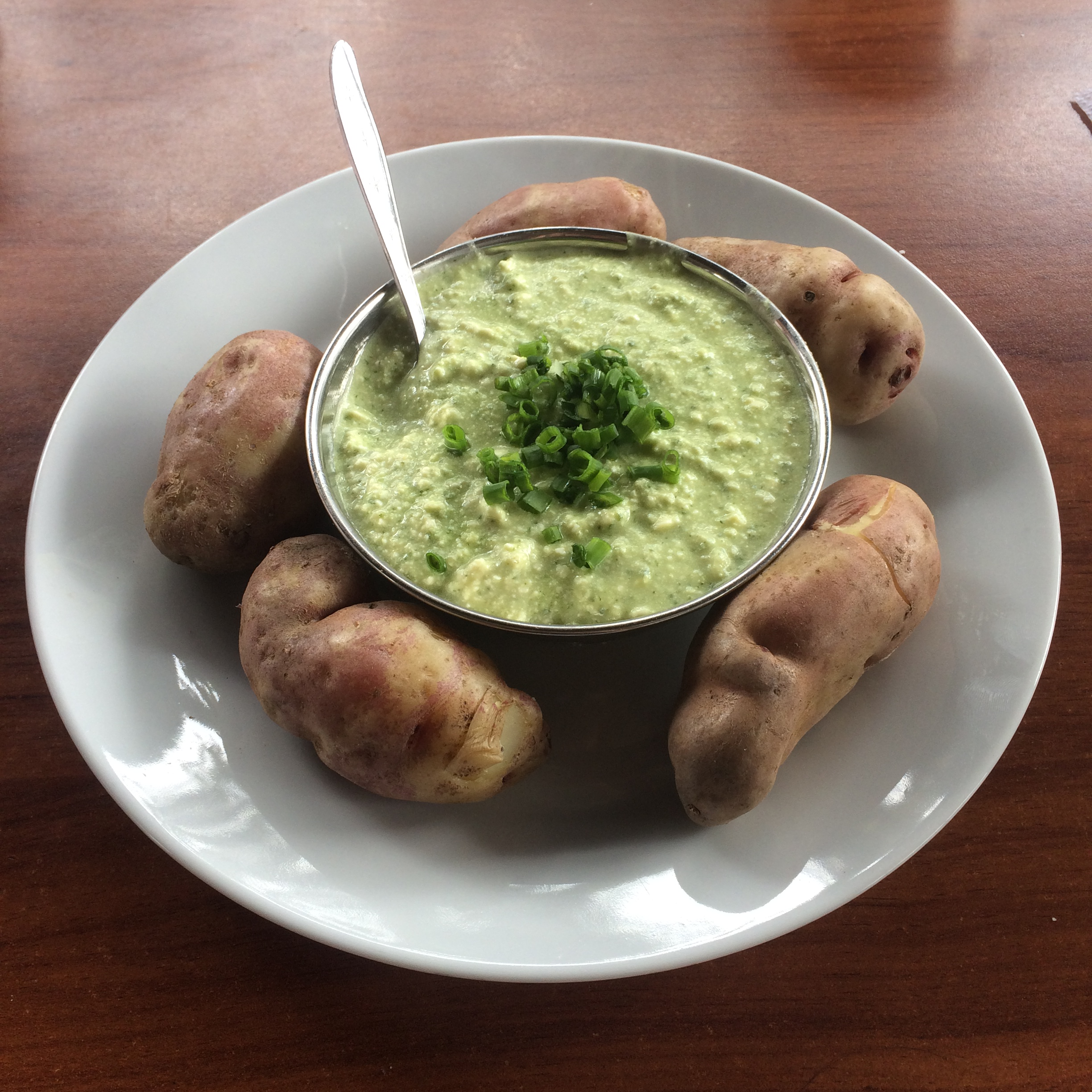
Qapchi

### Gastronomía

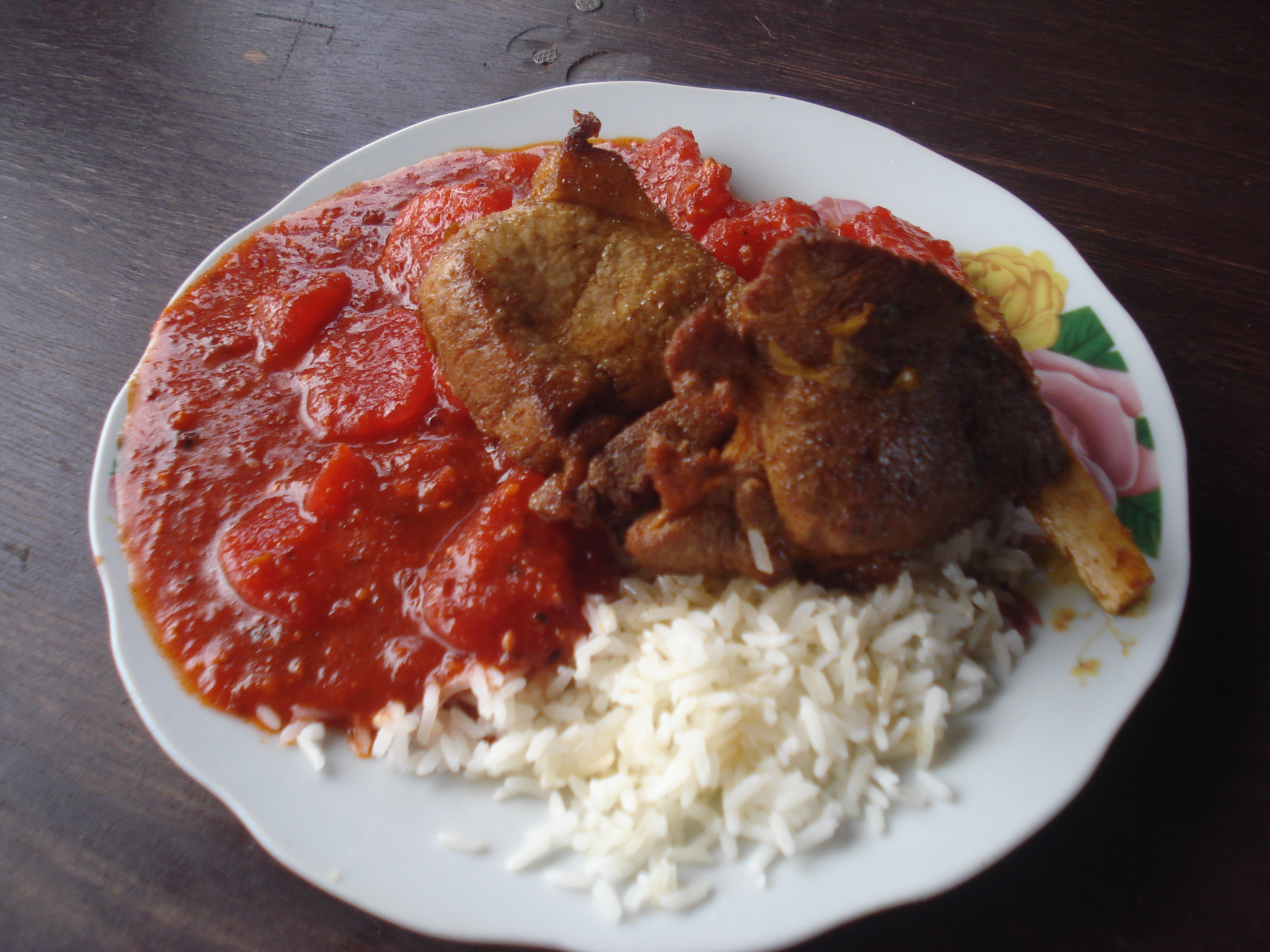
Puca picante

Al igual que otras ciudades del Perú, Ayacucho posee una diversidad de platos, bebidas y repostería. Entre ellos destacan:
- La puca picante, guiso preparado a base de papa pequeña, maní tostado y molido, trozos de carne de chancho y beterraga (que le da su color rojizo, puka en quechua), que sazonados con ají colorado y otros condimentos.
- El mondongo, sopa de mote que se cocina durante toda la noche con carne de res, panza de res y tocino de cerdo. La particularidad del plato en Ayacucho es la adición de un aderezo de ají colorado molido y tostado, junto con hierbabuena picada.
- El qapchi, una crema hecha a base de queso de Ayacucho (o cachipa), rocoto, cebolla china y leche. Se acompaña con papa amarilla.
- El muyuchi («dar vuelta», en quechua), helado a base de leche fresca, ajonjolí, coco, esencia de vainilla, canela y clavo de olor. Al servir van acompañado de airampo (dulce de las pepitas de la tuna que le da un color bermellón) y de barquillos hechos de harina especial con anís. Es un postre tradicional de larga data en la ciudad. data del siglo pasado. En el pasado, cuando no había electricidad en la ciudad, las familias de hacendados mandaban a sus criados hasta el nevado Razuhillca a traer hielo envuelto con ichu en mulas, para preparar el muyuchi.[44] radicionalmente se consume en el portal Unión de la Plaza Mayor, vendido por señoras con traje típico de la región, llamadas "muyucheras", que giran manualmente una olla de metal sobre un recipiente que contiene el hielo.Muyuchi en la Plaza Mayor

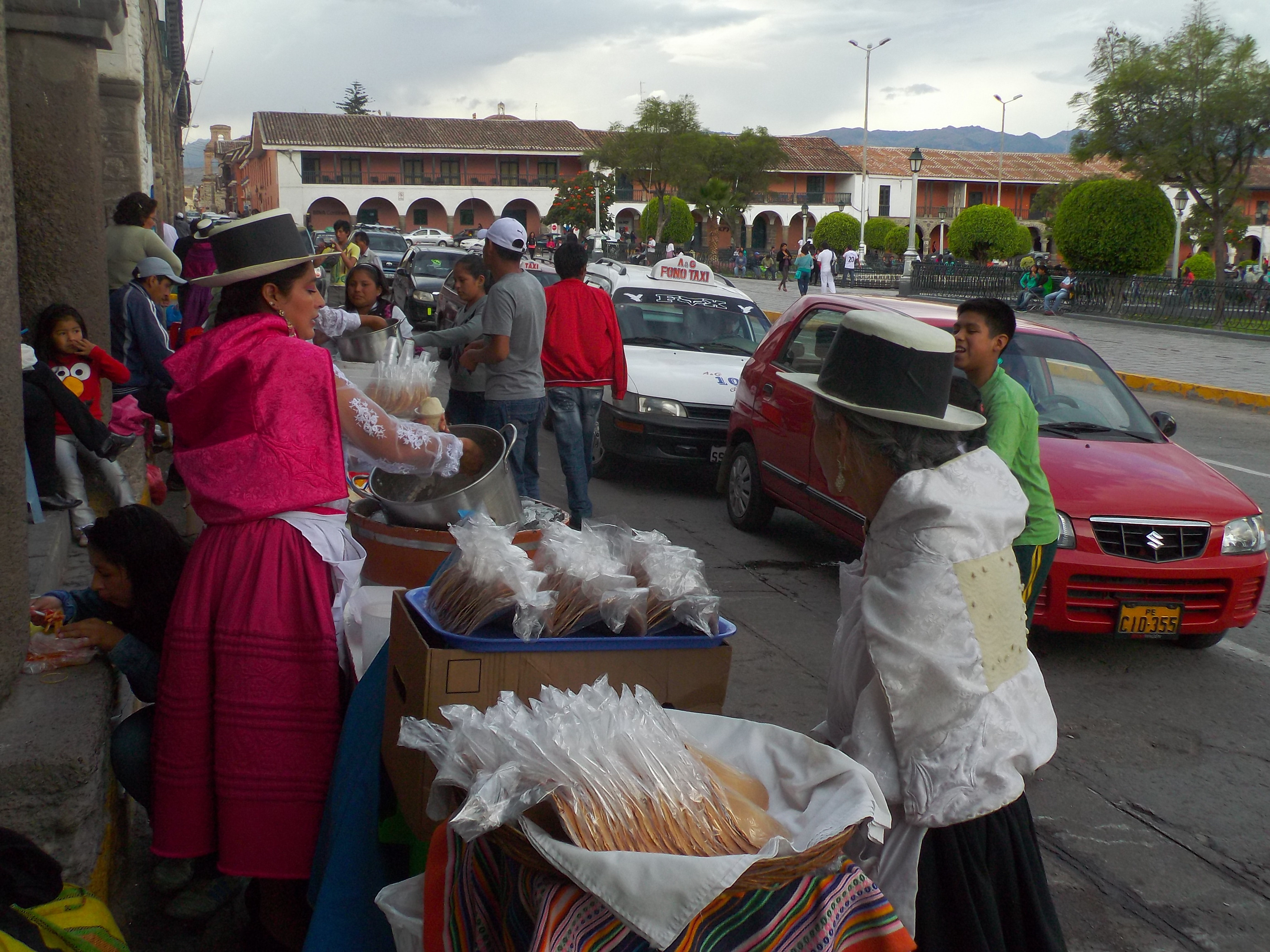
Muyuchi en la Plaza Mayor

- El pan chapla, pan tradicional sin miga de Huamanga hecho a base de harina de trigo local y la levadura proveniente de los restos de la chicha de jora al cual denominaban cunchu. Las más resaltantes etapas de la elaboración de este pan son el puñuchiq («hacer dormir» en quechua), donde la masa de harina reposa por un tiempo determinado hasta su maduración. Luego de dividir la masa en pequeños bollos, sigue la etapa del taqllay que consiste en aplastar estos trozos con las manos hasta formar un círculo plano. Se consume tradicionalmente con confitura de sauco, queso cachipa o palta fuerte de Huanta.
- Las wawas, hogazas o panes grandes de trigo, moldeados y adornados con forma de niño pequeño o bebé, a veces rellenas de dulce, que se elaboran y se consumen en la fiesta de Todos los Santos, el 1 de noviembre.

Otros platos representativos son el adobo ayacuchano, chicharrón, patachi, puchero, uman caldo, cuy chactado, la pachamanca ayacuchana y el chorizo ayacuchano, que es el plato tradicional de Semana Santa. Las bebidas conocidas son la chicha de jora, chicha de molle, la chicha de siete semillas y el ponche ayacuchano, que es la bebida tradicional de Semana Santa.

## Festividades principales

### Semana Santa
Ayacucho destaca no solo por sus numerosos templos y casonas coloniales, sino también por sus costumbres y tradiciones ancestrales, que reflejan la fe de su pueblo.
La Semana Santa de Ayacucho es la segunda más importante del mundo después de la de Sevilla (España). En estas dos ciudades se mantienen los rituales antiguos de la Semana Santa, donde se siente y percibe un fervor religioso especial.
En esta capital latinoamericana de la Semana Santa, la festividad es celebrada durante diez días, en los cuales la población y los turistas participan de las ceremonias religiosas y procesiones, así como en actividades culturales, artísticas, gastronómicas y comerciales. La particularidad de esta Semana Santa es que mezcla las tradiciones europeas con las características culturales andinas.
Todos los integrantes de la sociedad ayacuchana participan de algún modo en los diversos eventos que conforman esta singular y colorida festividad religiosa y pagana. Desde las autoridades locales, así como nacionales, pasando por los mayordomos de las ocho principales procesiones de la ciudad. En las principales calles céntricas de la ciudad se crean hermosas alfombras de flores para recibir a la procesiones.
La Semana Santa en Ayacucho se inicia el Viernes de Dolores,
Luego continua con el Sábado Santo, donde sale la Procesión del Señor de la Parra, después viene el Domingo de Ramos.¨Después
El Lunes Santo, sale la Procesión del Señor del Huerto.
El Martes Santo, sale la Procesión del Señor de la Sentencia.
El Miércoles Santo, sale la Procesión del Encuentro, uno de los de mayor emotividad en la población ayacuchana y turistas en general. La Plaza Mayor es el escenario donde se revive el encuentro de El Nazareno, patrono de Huamanga, con su madre.
El Jueves Santo, se visita las 7 iglesias de la ciudad y se recolecta el agua bendita de dichos templos.
El Viernes Santo, se escenifica el camino al calvario, y por la noche, las luces de la Plaza Mayor se apagan y sale la procesión del Señor del Santo Sepulcro, donde la imagen de Cristo yace en un féretro de cristal adornado con flores blancas acompañado de la Virgen Dolorosa. Esta conmovedora procesión es acompañada por fieles vestidos de luto con vela en mano, que acompañan en duelo a la procesión al compás de la banda de músicos y el coro de esta procesión, que dedica desgarradoras canciones, entre ellas el tradicional Apuyaya Jesucristo. Finalizada la procesión y casi al término del día, los jóvenes se dirigen al «Vela Toro» o Toro Velay, que es el amanecer previo al «Pascua Toro» del día sábado.
El Sábado de Gloria, es día de festejo popular que comienza con el «Pascua Toro» o «Jala Toro», costumbre tradicional en la que los toros son soltados de la Alameda de Huamanga rumbo a la Plaza de Armas. Los toros son enlazados por los jinetes con sus bravos caballos morochucos, escoltados por hacendados con caballos de paso, que acompañan a las grupos de personas que van corriendo por delante de los bravos toros de lidia, mientras en la plaza la gente se amotina y forma torres humanas, que esperan a los toros. Por la noche, la multitud espera el amanecer del día domingo, donde se presenciará el anda del Cristo Resucitado. Afuera, en las cuatro esquinas de la Plaza de Armas, se puede ver ardiendo las hogueras de "chamiza", como señal de bienvenida, e impresionantes castillos pirotécnicos que adornan la noche.
El Domingo de Resurrección, sale la Procesión del Cristo Resucitado. La aparición del anda, en el amanecer oscuro, produce el efecto de una grande e impresionante belleza. La procesión recorre todo el perímetro de la plaza mayor; además de los juegos artificiales, se quema la “chamiza”, que con su fulgor y crepitar otorga un ambiente de fiesta y regocijo. Esta procesión, es la más impresionante de la Semana Santa por su significado y por la gran magnitud del enorme trono, que es cargado por aproximadamente 300 devotos. Luego, por la tarde, se realizan las tradicionales carreras de caballos de los morochucos.

### Carnaval ayacuchano
Durante el mes de febrero, el carnaval de Ayacucho reúne a grandes y chicos en una celebración que oficialmente dura tres días, pero que inicia un mes atrás con la llegada de las comparsas rurales, las cuales vienen desde los distintos lugares del departamento, tanto para competir en el gran concurso de comparsas rurales, como para bailar por las calles de la ciudad mostrando la riqueza cultural del lugar de donde provienen, riqueza que halla en su canto y su danza siempre al ritmo de los carnavales.
El 4 de diciembre del 2003, el Instituto Nacional de Cultura (INC) declaró Patrimonio Cultural de la Nación a los Carnavales de Ayacucho, por ser una de las celebraciones del carnaval más hermosas del Perú, que no solo se celebran en Huamanga, sino en muchos distritos de esta ciudad. Es el único carnaval del Perú que es declarado oficialmente como Patrimonio Cultural de la Nación.

### Semana de la Libertad Americana
Se celebra el aniversario de la gloriosa Batalla de Ayacucho, el 9 de diciembre. Durante la semana se realiza el Festival Internacional de Guitarra «Libertad Americana», así como otras actividades culturales y folklóricas. Se realiza la escenificación de la Batalla de Ayacucho en la misma Pampa de Quinua, que congrega a millares de personas.

### Aniversario de Huamanga

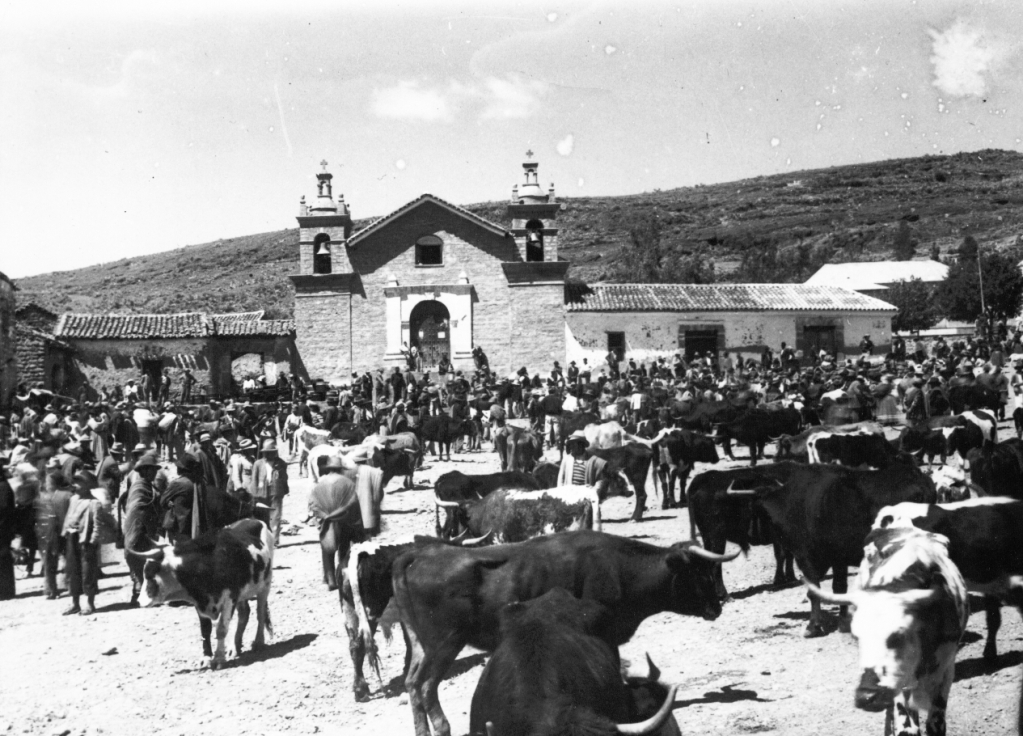
Toros de sàbado de gloria en la Plaza San Juan Bautista.

El 25 de abril se celebra el aniversario de la fundación española de Huamanga, capital del departamento de Ayacucho; decretada en 1540. Es una festividad que con el tiempo se ha vuelto una semana de muchas celebraciones para conmemorar dicho acontecimiento: festivales, exposiciones, ferias, desfiles, etc.

### Día de la canción ayacuchana
En 1988, Instituto Nacional de Cultura de Ayacucho, emite la Resolución Directoral N.º 005, declarando el 6 de noviembre de cada año como «Día de la Canción Folklórica Ayacuchana», en homenaje al profesor Felipe Nery García Zárate, muerto el mismo día un año antes. Durante esta día se realizan diversas actividades culturales y folklóricas.

## Arquitectura

### Templos

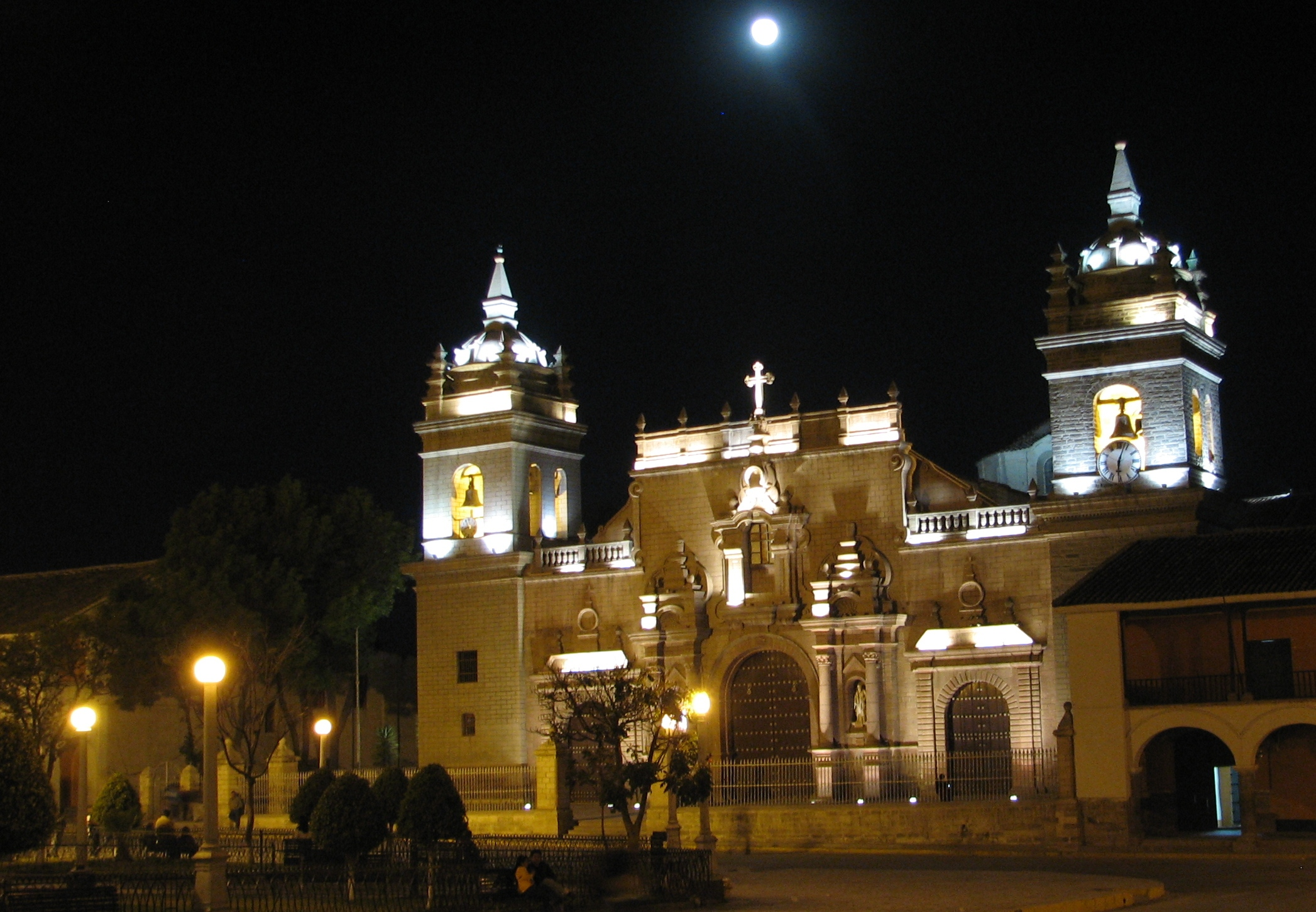
Iluminación nocturna de la Basílica Catedral de Ayacucho.

Los templos católicos más antiguos se remontan al siglo XVI, época en que se asentaron en la zona las primeras órdenes religiosas. En general, los templos coloniales ayacuchanos combinan elementos hispánicos, latinos y árabes, con particularidades indígenas, como las piedras labradas con motivos de la flora y fauna local. Algunos de los principales templos coloniales:
- Basílica Catedral. Se sitúa en el lado este de la Plaza Mayor de la ciudad de Ayacucho. El Rey Felipe III de España ordenó su construcción por Real Cédula del 5 de julio de 1612, dedicándola a la Virgen de las Nieves; su construcción actual demoró cerca de cuarenta años y se consagró el 19 de mayo de 1672. Consta de tres naves de sobria arquitectura que contrastan con la exquisitez de su espacio interior, el cual está decorado con retablos en Pan de Oro de estilo barroco-churrigueresco, destacan también el tabernáculo de su altar mayor forrado con láminas de plata, y las delicadas tallas de sus confesionarios y el púlpito. Exhibe lienzos de diversas escuelas pictóricas de la época colonial. Son famosos el retablo de Nuestra Señora de Socos, del Señor de Burgos y del Niño Llorón, historias que figuran en las Tradiciones Peruanas de Ricardo Palma.

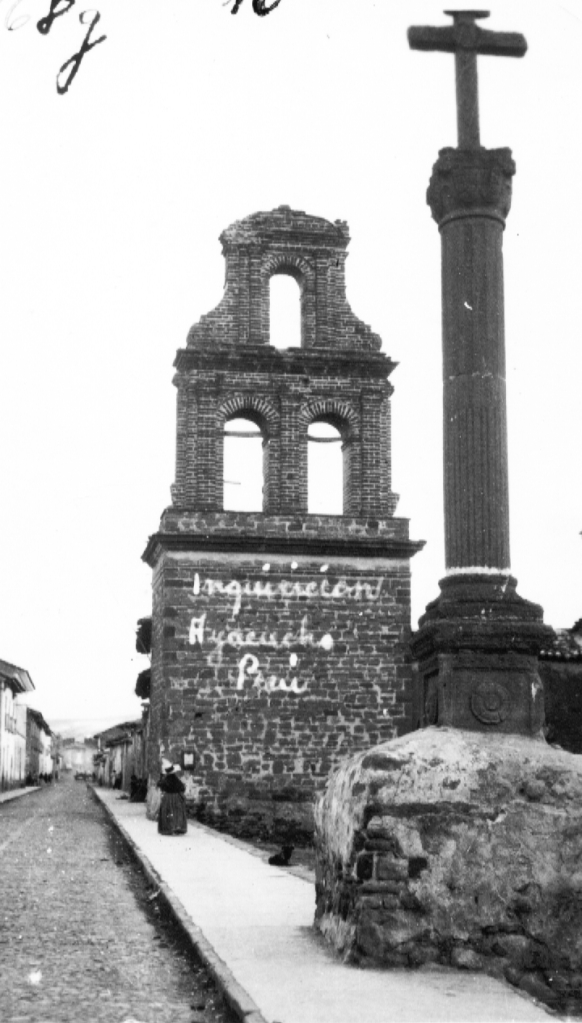
Santo Domingo en 1924. La espadaña (la cual se piensa erróneamente que era usada como sitio de colgado y castigo a los herejes) y la columna corintia coronada por una cruz de piedra fueron edificadas en memoria de las víctimas de la tempestad y terremoto que abatió sobre Huamanga el 9 de octubre de 1640.

- Templo de Santo Domingo. Fue el segundo templo de Huamanga y fue edificado a mediados del siglo XVI bajo la advocación de la Virgen del Rosario. Por los documentos de entonces, se sabe que fue construida con las piedras de la antigua fortaleza de «Pukaray», antigua fortaleza inca, que se encontraba en la propiedad de Martín de Andueza, vecino notable de la ciudad. En su fachada destaca la espadaña de tres arcos hacia el lado izquierdo y, según una (errónea) tradición popular, se dice que era el lugar donde la Santa Inquisición castigaba a los herejes. En la única nave del templo resalta el altar mayor, cubierto con pan de oro y decorado con vistosas imágenes y lienzos característicos del barroco churrigueresco. Durante las celebraciones de Semana Santa salen del templo en procesión las imágenes del Señor del Santo Sepulcro y de la Virgen Dolorosa. En la esquina del atrio se ha levantado una cruz de piedra, colocada en recuerdo de la tempestad del 9 de octubre de 1640.
- Templo y Convento de San Francisco de Asís. Construido en el siglo XVI, fue un intento de recrear el estilo grecorromano peninsular en los Andes. En el interior destaca el altar mayor, formado por cuatro cuerpos de madera tallada y dorada de estilo churrigueresco. Tiene la campana más grande de la ciudad y conserva una valiosa colección de lienzos coloniales de las escuelas cusqueña y ayacuchana, además de una biblioteca. El templo fue restaurado entre 1982 y 1983 y el convento en 1898.

### Casonas
Los encomenderos, corregidores, hacendados, mineros, construyeron sus casas en Huamanga, pensando en las mansiones al estilo de las ciudades españolas de Sevilla, Córdoba, Ávila y Granada de ese entonces. A pesar del paso del tiempo, las casonas aún conservan mucho de su vieja prestancia:
- Casona del corregidor Nicolás de Boza y Solís. Ubicada en el Portal Constitución, fue mansión de este General español que fue Corregidor y alcalde de Huamanga. Se construyó en el siglo XVII y es de estilo mestizo. Presenta un zaguán principal que desemboca a un patio con una pileta, su portada ha sido construida en piedra y el portón claveteado con mascarones y aldabas, también destaca la escalera de acceso al segundo piso, cuidadosamente revestida con azulejos venecianos. En el interior se encuentra la celda en la que se confinó por tres días a la prócer de la independencia María Parado de Bellido antes de ser fusilada. Actualmente esta casona funciona como sede departamental de la Corte Superior de Justicia de Ayacucho.[49]
- Casona del obispo Cristóbal de Castilla y Zamora. Ubicada en el Portal Municipal, la casona perteneció al ilustre obispo español D. Cristóbal de Castilla y Zamora, quien la cedió como claustro universitario. La fachada, que da hacia la Plaza Mayor, luce cuatro hermosos portales en el primer nivel que le llaman "Portalillo del Obispo" sostenidas por tres columnas circulares y dos pilastras rectangulares así como una talla en piedra de San Cristóbal. En el segundo nivel, hay un corredor con balaustresde madera; en la parte central, entre el cornisamiento y el corredor está el escudo del Obispo Castilla y Zamora, tallado en piedra, con las armas de Castilla y León separadas por una barra nacida de dragantes. Al interior se encuentra una escalera espaciosa. En su patio destaca una añeja planta de higo, de más de trescientos años; por esta razón, el local es conocido también como «La Higuera» o «Patio de la higuera». En 1940, y por breve lapso, funcionó allí también la Corte Superior de Justicia. Uno de los ambientes de la casona ubicadas en el primer patio, ha sido acondicionado para que funcione una cafetería-restaurante. Algunos estudiosos señalan que la vieja parra de uno de sus patios, es la primera que los españoles trajeron al Perú. Actualmente alberga un centro de convenciones para diversos eventos culturales, la cafetería universitaria «La Higuera», la sede de la Tuna Universitaria y una librería de la Universidad Nacional de San Cristóbal de Huamanga. Declarado Monumento integrante del Patrimonio Cultural de la Nación, con R.S.N.º 2900-72-DE, de fecha 28 de diciembre de 1972.
- Casona Velarde Álvarez. También llamada Casona del Marqués de Mozobamba del Pozo. Ubicada en el Portal Unión, es una de las más antiguas de la ciudad y es conocida erradamente como Casa del Marqués de Totora, su construcción se remonta a fines del siglo XVI y comienzos del XVII. Su fachada es un pétreo muro incaico de más de diez metros de largo. Posee dos amplios y suntuosos patios con sólida arquería de piedra, que engalanan este solar colonial. Se encuentra situada en el Portal Unión de la Plaza de Armas. Esta casona tiene un encanto especial, porque hay una especie de encuentro entre lo Inca y español. Sufrió un grave deterioro a finales de los años 1990 por lo que se declaró inhabitable. Luego de un largo proceso de restauración efectuado por la Cooperación Española, fue nuevamente abierta al público en el 2007. Dicha restauración ganó un premio por de Arquitectura organizado por el Colegio de Arquitectos del Perú.[50] En la actualidad funciona el Centro Cultural de la Universidad Nacional de San Cristóbal de Huamanga.
- Casona Chacón. Ubicada en el Portal Unión, dos amplios y suntuoso patios con sólida arquería de piedra, engalanan este solar construido en el siglo XVII. Es una construcción de dos pisos, los ambientes están distribuidos en forma de «E» con dos patios. los ambientes de servicio y tiendas se ubican en el primer piso, y los ambientes principales en el segundo piso. Data del siglo XVIII y es de arquitectura mestiza. los muros, bóvedas, columnas y arcos en el primer nivel son de piedra, mientras que en el segundo nivel son de adobe. Por datos históricos se conoce que, en el año de 1919, en esta casona, se realizó el Congreso Regional del Centro, a la que asistió como representante del departamento de Ica, el escritor Abraham Valdelomar, quien falleció al sufrir una caída desde el segundo piso. Fue restaurada el año 1974 por el Instituto Nacional de Cultura para el funcionamiento del Banco de Vivienda y en 1995 fue adquirida por el Banco de Crédito. En la actualidad, funciona en su interior el Museo de Arte Popular Joaquín López Antay y sede de dicho banco.
- Casona Vivanco. Ubicada en el jirón 28 de julio. Tiene un gran patio rodeado por corredores con arcos y pilares de piedra tallados. Su construcción data del siglo XVII y combina la piedra en el primer piso y el adobe en el segundo. En el área central, el piso está decorado con canto rodado de color rojo y rombos negros y naranjas. Actualmente funcionan allí el Museo de Arte Religioso Colonial y el Museo del Mariscal Don Andrés A. Cáceres.
- Casona Jáuregui.a L arquitectura civil de las casonas huamanguinas se inspira en cuanta distribución de ambientes y apariencias a la tradición española, aunque algunos aspectos constructivos y uso de materiales se hacen presente características locales. Una de estas casonas es la casona Jáuregui, situada en la segunda cuadra del jirón Dos de mayo, específicamente frente al templo La Merced. Fue edificada en el siglo XVII por encargo del virrey Agustín de Jáuregui. La casona Jáuregui muestra en su portada de piedra dos gárgolas en cuclillas, los cuales sostienen un hermoso balcón de cajón. Estos felinos o monos muestran sus genitales y tienen la boca hociconada, además lucen dientes agresivos y en la cabeza diminutos cornezuelos. También se observa un águila bicéfala de la dinastía austriaca, lo que hace sospechar que el balcón señorial es seiscentista. Según la tradición se dice que estos monstruos demoníacos fueron mandados a esculpir por el dueño en señal de protesta a la Iglesia católica, la cual había excomulgado a la familia Jáuregui por raptar a una monja del templo y convento de Santa Clara de Asís. La arquitectura de la casona Jáuregui es mestiza, la edificación del primer piso es de piedra y el segundo es de adobe. Hacia la calle hay cuatro puertas pequeñas con arcos de medio punto.

|                                                                       |
| Casona Boza y Solís, actual sede de la Corte de Justicia de Huamanga. |

| |
| Patio de la Casona Castilla y Zamora. Destaca una añeja planta de higo, de más de trescientos años; por esta razón, el local es conocido también como "La higuera" o "Patio de la higuera" |

|                                        |
| Balcón señorial de la casona Jáuregui. |

## Cultura

### Museos

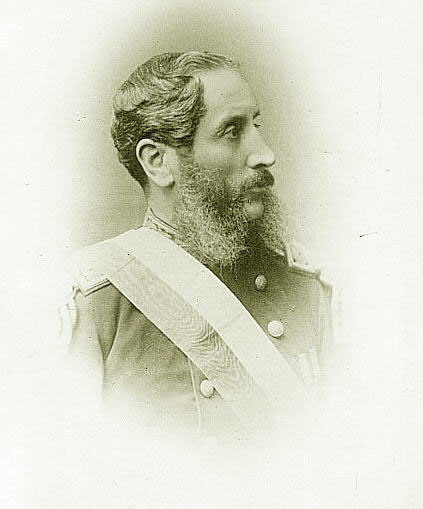
El ilustre ayacuchano, Andrés A. Cáceres, gran mariscal del Perú, patrono del arma de Infantería, expresidente del Perú y héroe peruano.

- Museo de la Memoria "Para que no se repita". Museo de colección histórica, ubicado en la urbanización Nery García Zárate, jirón Libertad 1229. El museo posee cuatro salas en las que se exponen fotografías, pinturas, restos de vestimentas y otros objetos relacionados con la guerra interna que vivió el Perú en la década de 1980 y cuyo máximo impacto social se produjo en Ayacucho. Es administrado por la Asociación Nacional de Familiares de Secuestrados, Detenidos y Desaparecidos del Perú (ANFASEP).
- Museo Arqueológico "Hipólito Unanue". Museo de colección arqueológica, antropológica e histórico-artística. Se encuentra en el Complejo Cultural «Simón Bolívar» y está organizado sobre la base de las valiosas piezas que tenía el antiguo «Museo Histórico Regional de Ayacucho». Se exhiben muestras arqueológicas y manifestaciones culturales de la historia prehispánica regional y nacional, como los famosos monolitos, esculturas, cerámicas, tejidos, instrumentos de piedra, que van desde el periodo lítico y arcaico, hasta las altas culturas como Wari, Chavín, Paracas, Nazca, Mochica, Tiahuanaco, Warpa, Lima, Chimú, Chincha, Chanka-Pokra e Inca.

Además, tiene una sala que está diseñada especialmente para exponer los orígenes y desarrollo de la cultura Wari, el primer imperio andino. En un ambiente aledaño se exponen muestras de artesanía ayacuchana y pinturas de diferentes épocas. En sus exteriores cuenta con un jardín botánico de cactáceas. Está administrado por la Dirección Regional de Cultura Ayacucho. Pertenece al Sistema Nacional de Museos del Estado
- Museo Histórico Mariscal Andrés A. Cáceres. Museo de colección histórico artística. Se encuentra en el Jr. 28 de julio, en la antigua casona «Vivanco», que fue edificada a fines del siglo XVII, siendo administrado actualmente por el Ejército. Este museo tiene un gran patio rodeado de corredores con arcos y pilares de piedras bien talladas. Tiene 13 salas de exposiciones permanentes que exhiben muchas de las pertenencias y pertrechos bélicos del Mariscal como: cartas, fotografías, trajes, lienzos coloniales, así como piezas y objetos rescatados de la Guerra con Chile. Además de rendirle homenaje al Mariscal Cáceres, muestra piezas de arte únicas, como pinturas coloniales de la escuela ayacuchana, cusqueña y renacimiento. También se puede apreciar muestras de artesanías de la etapa colonial, muebles antiguos con bellos tallados y arte popular contemporáneo.

En su galería de doble arquería se exhibe una de las mejores esculturas de piedra del virreinato peruano, llamada por la tradición popular como «Cheqo Pacheco», que data del siglo XVI y se supone que representa al conquistador Pedro Álvarez Holguín o al corregidor Juan Gutiérrez de Quintanilla, contada en las Tradiciones de Huamanga. Es administrador por la Segunda División de Infantería Militar de Ayacucho.
- Museo de Sitio Wari. Museo de colección arqueológica. Se encuentra en el Complejo Arqueológico de Wari, en el km. 23 Carretera Ayacucho - Quinua. El museo exhibe bienes culturales procedentes de las excavaciones arqueológicas en la zona arqueológica monumental Wari: cerámicas, líticos, textiles, monolitos, entre otros; así como textos explicativos sobre la cultura Wari, un plano y fotografías de los sectores que lo integran. Es administrado por la Dirección Regional de Cultura Ayacucho. Pertenece al Sistema Nacional de Museos del Estado.
- Museo de Sitio de Quinua. Museo de colección histórica. Está ubicado en la plaza principal de Quinua, a 35 km al noreste de la ciudad de Ayacucho. En sus instalaciones cuenta con una sala de exposición permanente donde se muestran armas, uniformes, maquetas y otros objetos relacionados con la Batalla de Ayacucho. Destaca el ambiente donde se firmó la Capitulación de Ayacucho el 9 de diciembre de 1824. Es administrado por la Dirección Regional de Cultura Ayacucho. Pertenece al Sistema Nacional de Museos del Estado.[51]

### Patrimonio

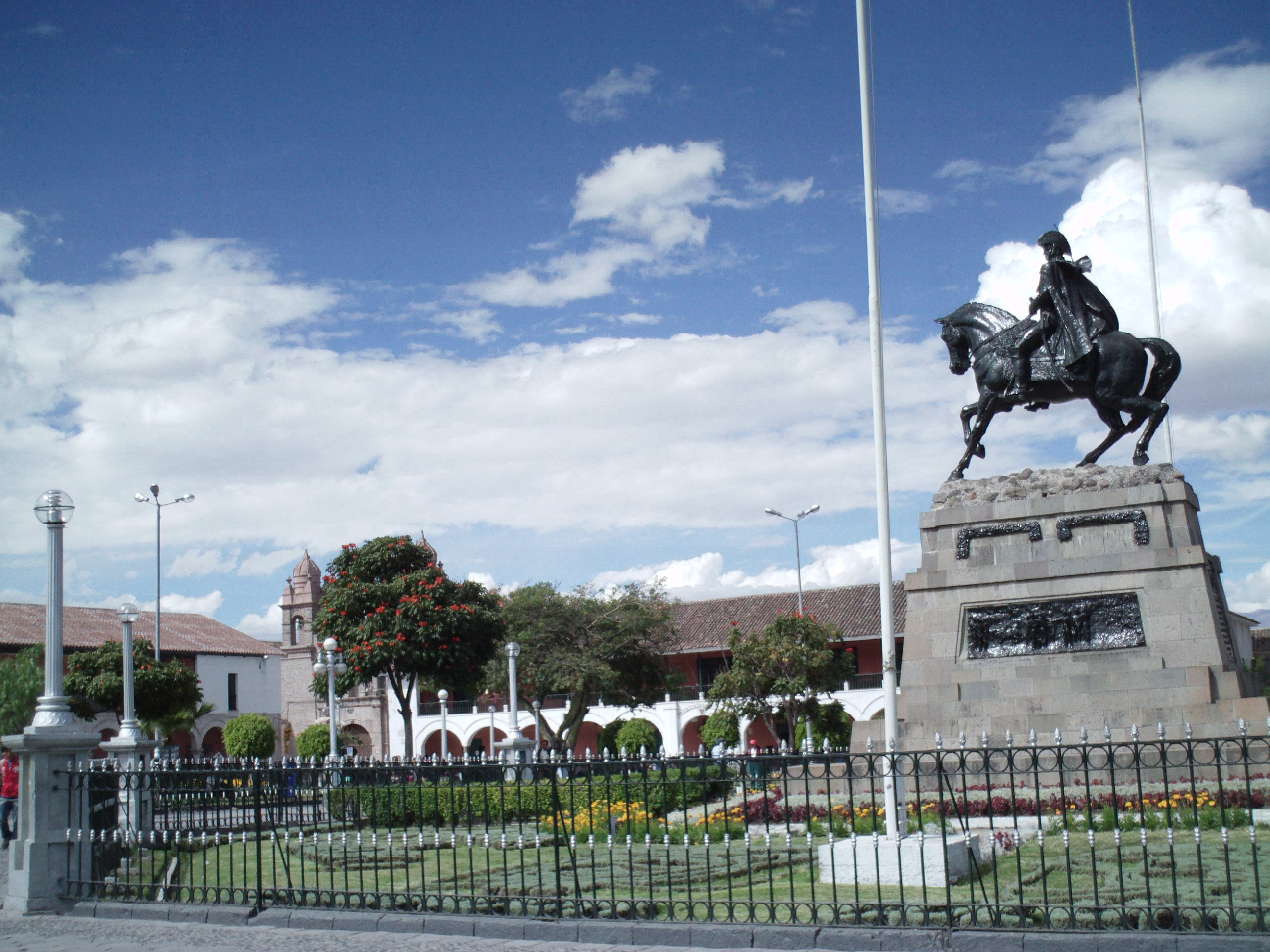
Monumento al Mariscal Sucre en la Plaza Mayor de Ayacucho.

- Plaza Mayor. Se encuentra ubicada en el centro de la ciudad y está rodeada de edificaciones que en su mayoría datan de los siglos XVI y XVII. Es la plaza mayor más grande del Perú y un conjunto monumental de alto valor histórico y arquitectónico. Tiene un nivel de armonía que une todos sus componentes y se hizo al estilo de las plazas de España, como las de Mérida y Trujillo. Las construcciones que rodean a la plaza son verdaderas obras de arquitectura del barroco colonial; los arcos de piedra y los techos de arcilla roja son vistosos desde cualquier ángulo. Es la única en el Perú con portales constituidos por columnas y arquerías de piedra, en sus cuatro lados.[52] En el perímetro de la plaza se encuentran casonas hechas con piedras blancas, las cuales sirven de sede para las principales instituciones como la Municipalidad, la Prefectura, la Corte Superior de Justicia y el local de la Universidad Nacional San Cristóbal de Huamanga. El monumento que sobresale en el centro de la Plaza fue erigido en honor al Gran Mariscal de Ayacucho Antonio José de Sucre, el cual se encuentra rodeado de escudos bolivarianos. En los años 1990 se hizo una remodelación con la adición de dos fuentes de agua en los lados este y oeste.

|           |
| Años 1847 |

|                |
| Alrededor 1900 |

|           |
| Años 1910 |

|           |
| Años 1920 |

|                |
| Alrededor 1945 |

|                |
| Alrededor 1960 |

- Mirador de Acuchimay. Se ubica en el distrito de Carmen Alto y se dice que antiguamente fue un volcán. Es el mirador oficial, donde hay una estatua de Cristo Redentor, un pequeño coliseo, un centro de recepciones, lugares de observación y arquerías, desde donde se puede observar gran parte de la ciudad. Fue escenario de la Batalla de Acuchimay el 18 de febrero de 1882, en la que el ejército peruano bajo el mando del Mariscal Andrés Avelino Cáceres derrotó al ejército chileno.

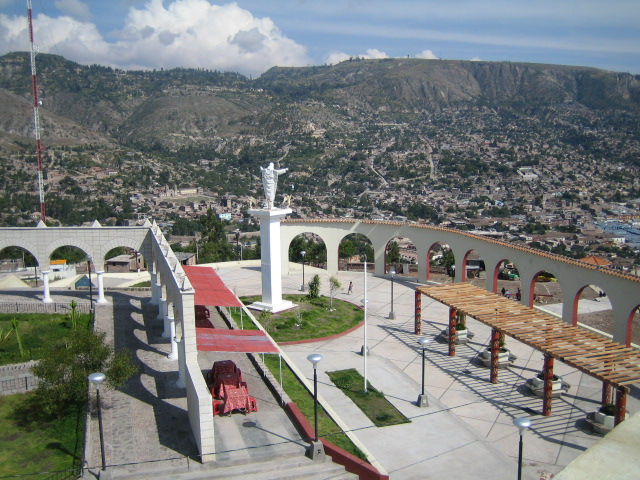
Mirador de Acuchimay.

- Barrios Artesanales de Santa Ana, Puca Cruz y Belén. Se caracterizan por sus construcciones con muros de piedra tallada y adobe, con sus techos de teja. En estas zonas se ubican los talleres y viviendas de los más destacados maestros del arte popular, que expresan su creatividad a través de tallados de piedra de Huamanga, tejidos, retablos, hojalatería, peletería y talabartería, entre otros.
- Alameda de Huamanga o Valdelirios. Anteriormente denominada «Alameda de Santa Teresa» y luego «Alameda del Río». Fue construida por el Prefecto José María Frías entre 1833 a 1834, mientras que el Intendente Demetrio O'Higgins mandó construir la triple arquería, imitando al arco del triunfo de París, que es punto de ingreso a la Alameda. Don Rufino Macedo, mandó construir los arcos de cal y piedra, hoy llamada azotea o mirador, en homenaje a la independencia de Huamanga y a la Batalla de Ayacucho. Posteriormente, fue remodelada por el arquitecto Ernesto Gastelumendi en los años 60.[53]
- Arco del Triunfo o de San Francisco. Fue construido en 1866 por Don Francisco Vargas, para embellecer la ciudad y como   | ingreso a la Alameda de Santa Clara. Inicialmente fue de piedra y barro. Más tarde, fue remodelado con motivo del centenario de la Batalla de Ayacucho y se le dio forma de arco de medio punto con coronación de estilo neoclásico, asimismo, se le dio el nombre de «Arco del Triunfo».
- Mirador de la Picota. Es un mirador natural, ubicado en el cerro de La Picota, donde se encuentra «La Cruz de la Paz», a 3 km del trayecto de la carretera Libertadores. Desde el lugar se puede observar toda la ciudad de Huamanga, con sus barrios tradicionales, iglesias, su relieve, su flora y paisaje.

### Alrededores
- Santuario Histórico de la Pampa de Quinua o Ayacucho. Ubicado en el distrito de Quinua, pintoresca y bucólica tierra de alfareros y agricultores, a 32 km de la ciudad de Ayacucho, donde el 9 de diciembre de 1824 se libró la Batalla de Ayacucho. En conmemoración se ha erigido un obelisco de 44 m de altura desde el cual se puede apreciar la campiña ayacuchana. Algunos años, en su aniversario, se escenifica con realismo los momentos librados en aquella batalla, congregando centenares de personas.[54] En la Plaza de Armas del distrito, se puede visitar la casa donde se firmó la Capitulación de Ayacucho, actual museo de sitio.
- Complejo Arqueológico de Wari. Ubicado a 20 km de la ciudad de Ayacucho, en la carretera a Quinua, a 2830 m s. n. m. Fue un complejo urbano preinca, donde se ubicó la capital del primer imperio andino: el imperio Wari.[55] Según Lumbreras, albergó a una población de 50 mil habitantes.[56] Es uno de los centros urbanos más grandes del antiguo Perú y ocupa un área aproximada de 2000 hectáreas, donde las principales edificaciones se concentran en el núcleo central. El complejo está dividido en «barrios» o sectores conformados por construcciones en piedra y barro. Actualmente cuenta con servicio de guiado y un museo de sitio.

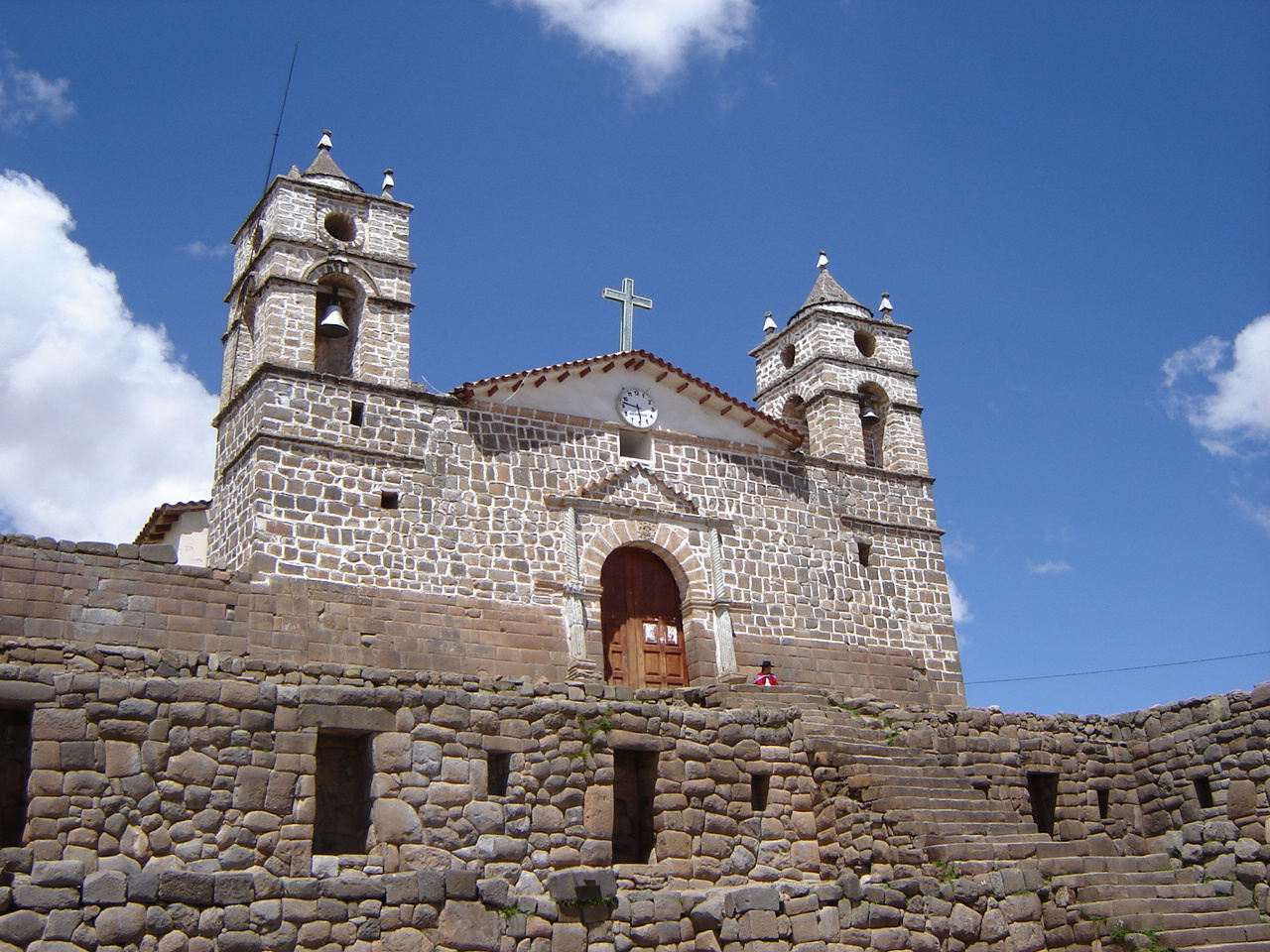
Catedral y Templo del Sol, Vilcashuamán.

- Cueva de Pikimachay. Se encuentra ubicado a 200 m del km 24 de la carretera Ayacucho - Huanta. En este lugar se han encontrado instrumentos líticos del paleolítico andino y restos óseos de animales cuya antigüedad data de 20 000 años a.c.[23] Los restos prehistóricos están hoy en la ciudad de Huanta y son considerados como uno de los más antiguos de Sudamérica.
- Complejo Arqueológico de Vilcashuamán. Se encuentra ubicado en el distrito del mismo nombre, a 118 km, al sureste de la ciudad de Ayacucho, a 3150 m s. n. m. Es una ciudad incaica que data del siglo XV. Fue fundada por Pachacútec y es considerada como uno de los centros administrativos más importantes del Tahuantinsuyo.[25] Vilcashuamán, que quiere decir «Halcón Sagrado», consiste en un grupo de restos arqueológicos de una ciudad incaica, construida al más puro estilo arquitectónico cusqueño. Los muros han sido edificados con bloques de piedra esculpida para lograr un encaje perfecto. Estas construcciones monumentales están adornadas con puertas trapezoidales de dinteles monolíticos, además de nichos y hornacinas. Algunos muros presentan tallas en alto relieve de serpientes y otros animales. Los principales sectores arqueológicos de Vilcashuamán son: El Templo del Sol y de La Luna, El Ushnu o Pirámide Ceremonial y el Kallanka o Palacio de Tupac Inca Yupanqui.

## Bienestar social

### Educación

#### Educación básica
Existen en la ciudad alrededor de 60 instituciones educativas entre públicas, privadas. La administración de la educación básica en la ciudad está a cargo de la Unidad de Gestión Educativa (UGEL) Huamanga, adscrita a la Dirección Regional de Educación Ayacucho del Ministerio de Educación. A raíz de la fuerte presencia religiosa de la ciudad, varias de estas instituciones están vinculadas a congregaciones religiosas.
- Colegios Mariscal Andrés Avelino Cáceres, y colegio San Ramón. Colegios estatales, anteriormente, Grandes Unidades Escolares (GUE):
- Colegio Nuestra Señora de las Mercedes. Colegio estatal de mujeres.
- Colegio Salesiano Don Bosco. Colegio particular parroquial de varones, de la congregación de los Salesianos de Don Bosco
- Colegio María Auxiliadora. Colegio particular parroquial de mujeres, de la Congregación Hijas de María Auxiliadora
- Colegio Nuestra Señora de Fátima. Colegio estatal.
- Colegio San Antonio de Huamanga. Colegio particular parroquial mixto, de la Orden Franciscana
- Colegio "Maria Parado de Bellido".Colegio público estatal de mujeres.
- Colegio Luis Carranza. Colegio estatal
- Colegio Federico Froebel
- Colegio San Agustín
- Colegio San Carlos (privado)

#### Educación Superior
Desde 1967, la ciudad cuenta con dos establecimiento superior de formación artística: La Escuela de Superior de Música «Condorcunca» de Ayacucho, y la Escuela de Superior de Formación Artística Pública «Felipe Guamán Poma de Ayala».
Universidad Nacional de San Cristóbal de Huamanga
 En esta ciudad se encuentra la Universidad Nacional de San Cristóbal de Huamanga, es la segunda universidad fundada en el Perú. Fue fundada con categoría de Real y Pontificia, el 3 de julio de 1677, por el Ilustre Obispo de la Diócesis de Huamanga, D. Cristóbal de Castilla y Zamora. La fundación fue refrendada el 21 de diciembre de 1680 por el rey Carlos II de España.
En el 2010, se fundó la Universidad de Ayacucho Federico Froebel, la cual fue cerrada 9 años después.

### Salud
Por ser la capital administrativa y económica, la ciudad cuenta con los mayores centros de salud tanto públicos y privados del departamento. Están a cargo de la Dirección de Salud de Ayacucho

## Deporte

#### Instalaciones deportivas
La ciudad de Ayacucho cuenta con una liga distrital de fútbol y básquet quienes entrenan en el Complejo Deportivo Ciudad de Caracas.

#### Entidades deportivas
Uno de los equipos representativos es el Ayacucho Fútbol Club (anteriormente denominado Intigas), que participa en la Primera División del fútbol de Perú, la Liga 1, y entrena en el Estadio Las Américas.
| Predecesor: Valledupar | Ciudad Bolivariana 2024                | Sucesor: Lima-Ayacucho |
| Predecesor: Ayacucho   | Ciudad Bolivariana 2025 (Junto a Lima) | Sucesor: -             |

## Comunicación y transporte

### Conectividad terrestre
La ciudad de Ayacucho es nodo de conexión de distintas rutas nacionales. Cuenta con tres terminales terrestres de pasajeros.
Conexiones departamentales
| Destino      | Tipo de vía                    | Medio de acceso                                                             | Distancia | Tiempo auto |
| ------------ | ------------------------------ | --------------------------------------------------------------------------- | --------- | ----------- |
| Lima         | Carretera asfaltada            | PE-1S Carretera Panamericana Sur, PE-28A Carretera Libertadores             | 540 km    | 7h          |
| Abancay      | Carretera asfaltada            | PE-3S Longitudinal de la Sierra Sur                                         | 390 km    | 5h 30min    |
| Arequipa     | Carretera asfaltada y afirmada | PE-32 Carretera a Puquio (vìa Querobamba), PE-1S Carretera Panamericana Sur | 880 km    | 12h         |
| Cuzco        | Carretera asfaltada            | PE-3S Longitudinal de la Sierra Sur                                         | 596 km    | 8h 30min    |
| Ica          | Carretera afirmada             | PE-1S Carretera Panamericana Sur, PE-28A Carretera Libertadores             | 312 km    | 4h 30min    |
| Huancavelica | Carretera asfaltada y afirmada | PE-24A, vía Rumichaca                                                       | 257 km    | 5h          |
| Huancayo     | Carretera asfaltada y afirmada | PE-3S Longitudinal de la Sierra Sur, vía Churcampa                          | 125 km    | 5h 30min    |

### Aeropuerto
- El principal Aeropuerto Coronel FAP Alfredo Mendivil Duarte de la ciudad de Ayacucho.

## Medios de comunicación
Prensa impresa
- Diario La voz de Ayacucho, Diario de la ciudad, (circulación regional)
- Diario Correo, edición Ayacucho, Diario del grupo EPENSA. (circulación regional)
- Diario Jornada. (circulación regional)
- Diario La calle. (circulación regional)
- Diario el Hocicón. (circulación regional)

Revista
- Revista con Sentido. (circulación regional)
- Revista Antauro. (circulación regional)

Conexiones provinciales

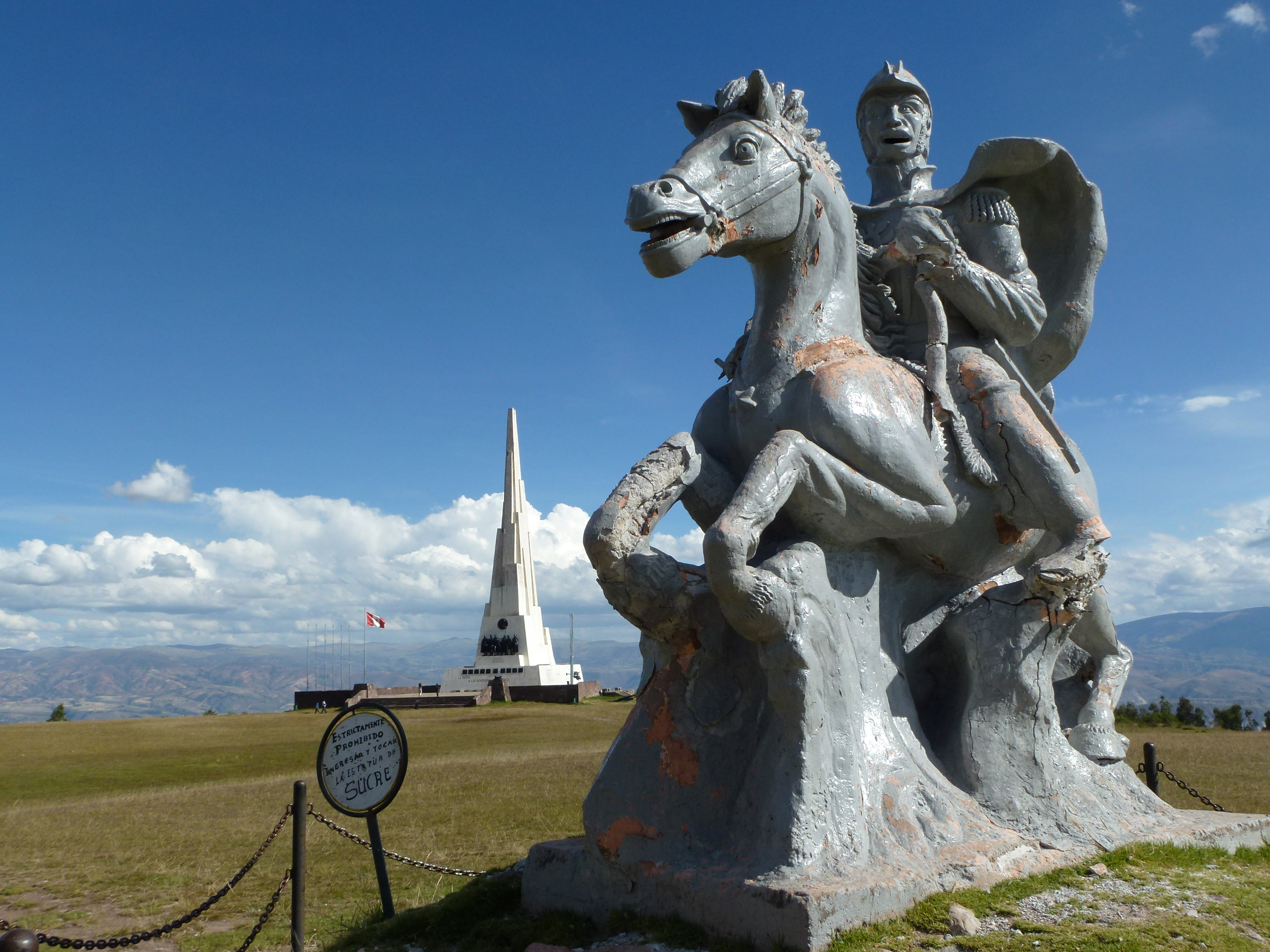
Estatua de Sucre en el Santuario histórico de la Pampa de Ayacucho.

- Cangallo (Provincia de Cangallo) 100 km / 2h 30min
- Huanca Sancos (Provincia de Huanca Sancos) 202 km / 7h vía Huancaraylla-Carapo
- Huanta (Provincia de Huanta) 48 km / 45min
- San Miguel (Provincia de La Mar) 96 km / 3h
- Puquio (Provincia de Lucanas) 870 km / 10h vía Libertadores.
- Cora Cora (Provincia de Parinacochas) 810 km / 13h vía Libertadores.
- Pausa (Provincia de Paucar del Sara Sara) 930 km / 16h vía Libertadores
- Querobamba (Provincia de Sucre) 214 km / 9h
- Huancapi (Provincia de Víctor Fajardo) 124 km / 4h 30min
- Vilcashuamán (Provincia de Vilcashuamán) 118 km / 3h

### Transporte aéreo
La ciudad cuenta con el Aeropuerto Coronel FAP Alfredo Mendivil Duarte (IATA:AYP), que recibe diariamente vuelos comerciales de tres aerolíneas desde la ciudad de Lima, la duración promedio del viaje es de 50 min.
- LAN Perú operado por Airbus A319 desde Lima (Aeropuerto Internacional Jorge Chávez)
- Star Perú operado por BAe 146-100 / BAe 146-200 / BAe 146-300 desde Lima (Aeropuerto Internacional Jorge Chávez)
- LC Perú operado por Dash8-Q202 desde Lima (Aeropuerto Internacional Jorge Chávez)

En época de Semana Santa, la Municipalidad de Huamanga presenta habitualmente grupos de música y danza representativa para recibir a los pasajeros en el terminal aéreo.

### Transporte urbano
Transporte público
La ciudad de Ayacucho cuenta con 13 líneas de transporte público con poca interconexión entre sí. La gestión del transporte está a cargo de la Dirección de Transporte de la Municipalidad Provincial de Huamanga.
Bicicleta
La ciudad contaba con ciclovías exclusivas en el centro de la ciudad.

### Radio
La ciudad cuenta con las siguientes emisoras locales:
- 89.9 FM: Modamix Radio
- 90.5 FM: Antena Sur
- 92.1 FM: Satélite FM
- 95.3 FM: Radio Estación Wari
- 96.1 FM: Cinética Radio
- 96.7 FM: Radio La Poderosa
- 99.3 FM: Atlantis radio
- 101.7 FM: Radio Melody
- 103.3 FM: Radio Sudamericana
- 104.1 FM: Radi Chasqui
- 104.5 FM: Radio Fiesta
- 104.9 FM: Super stereo
- 106.1 FM: Radio Americana
- 107.3 FM: Radio Estilo 21

Asimismo con las emisoras nacionales como RPP, Panamericana, Radio La Zona, Radio Karibeña, Radio Nacional, Nueva Q, Radio Exitosa, Radio MegaMix, Radio Moda.

### Televisión
La ciudad cuenta con las siguientes emisoras locales:
- 11: Yumi televisión
- 23: Cordillerana TV
- 25: Canal 25
- 47: Atlantis TV
- Ayatelca (Ayacucho Televisión)

## Ciudades Hermanas
| Ciudad                   | División administrativa | País   | Ref.   |
| ------------------------ | ----------------------- | ------ | ------ |
| Avezzano (2001)          | Región de Abruzos       | Italia | [ 69 ] |
| Cuautla (Morelos) (2009) | Estado de Morelos       | México | [ 70 ] |